# Daisy Bates (auteur)

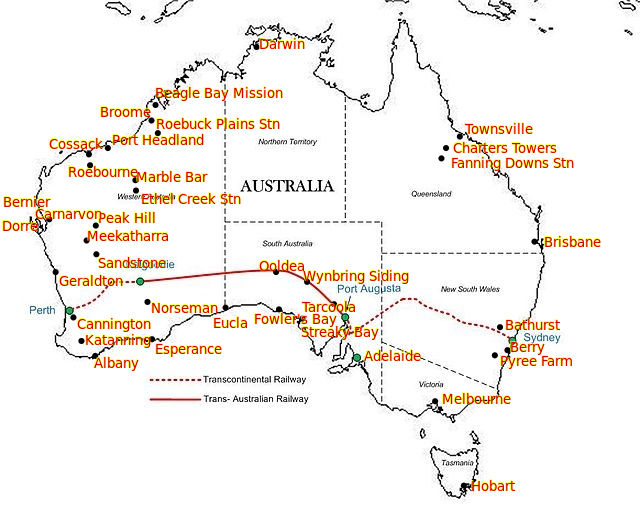

Daisy May Bates CBE (née Margaret Dwyer, Roscrea, 16 oktober 1859 - Adelaide, 18 april 1951) was een Ierse journaliste, antropologe en welzijnswerkster bij de Aborigines van Australië. Haar werk heeft enorm bijgedragen aan het begrijpen van hun cultuur en het teruggeven van grondgebied middels native title-eisen.
Bates kende een armoedige afkomst en werd al vroeg wees. Ambitieus en intelligent als ze was verzon zij samen met haar zus Catherine een imaginaire jeugd en rijke afkomst. Ze hoopte zo meer kansen in het leven te krijgen, in een tijd dat zoiets - niet alleen arm maar daarenboven vrouw zijnde - niet vanzelfsprekend was. Haar hele leven zou ze hieraan vast houden. Pas in de 21e eeuw zouden Bates' biografen dit inzien. Zeer veel van wat tot dan toe over Bates bekend was, inclusief haar geboortedatum, diende vervolgens herzien te worden. Dit was geen gemakkelijke taak gezien Bates een groot deel van haar persoonlijke documenten en briefwisseling op het einde van haar leven verbrandde. Dankzij de digitalisering van officiële documenten konden toch een aantal fouten worden rechtgezet.
Verschillende biografen geven verschillende tijdstippen aan waarop Bates in de Aborigines geïnteresseerd raakte. In 1904 kreeg ze van de West-Australische overheid de opdracht om de woordenschat van de Aborigines te verzamelen. Bates deed er tien jaar over, bestudeerde veel meer dan enkel de woordenschat, maar slaagde er niet in haar werk gepubliceerd te krijgen. Pas in 1985 werd haar The Native Tribes of Western Australia postuum gepubliceerd. Gedesillusioneerd omdat haar werk niet gepubliceerd raakte en ze niet tot volwaardig 'Protector of Aborigines' werd benoemd trok ze zich op de grens van de beschaving en de overgebleven leefgebieden van de Aborigines terug. Tot late leeftijd leefde ze in een tent en verzorgde oude en zieke Aborigines.
Bates was reeds bij leven een controversieel en excentriek figuur. Onder invloed van het sociaal darwinisme, en het zien sterven van zovele Aborigines door ziekten opgelopen in contact met de blanke samenleving, geloofde ze dat de Aborigines gedoemd waren te verdwijnen. Bates schreef om den brode geregeld sensationele artikels over vermeend kannibalisme en infanticide bij de Aborigines. Ze had een hekel aan kinderen van gemengde afkomst die ze - naar het beleid van die tijd - bij hun ouders hielp weghalen en onderbrengen in missies. Dankzij haar werk en de kaarten die ze de Aborigines van hun leefgebieden liet maken slagen de nakomelingen erin bepaalde rechten op die gebieden te doen gelden.

## Vroege leven - Ierland

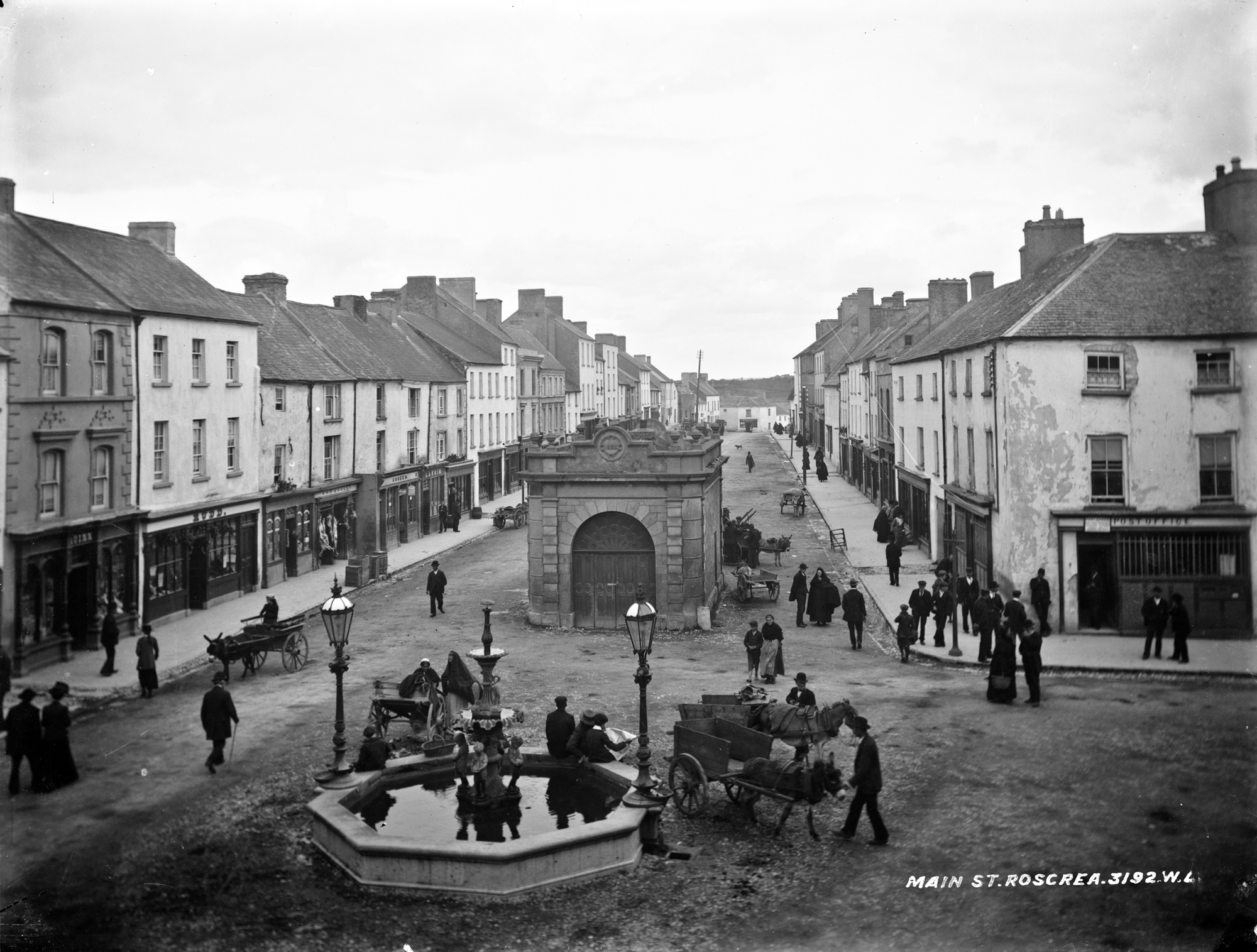
Roscrea eind 19e eeuw

Bates werd op 16 oktober 1859 in Ierland geboren. Ze was de dochter van James Dwyer, een alcoholverslaafde schoenmaker, en Bridget Dwyer (née Hunt). Ze werd op 21 oktober als Margaret Dwyer, samen met haar tweelingsbroer Francis, in de 'St Cronan's Church' gedoopt. Francis stierf korte tijd later. Twee jaar later werd een jongere broer geboren, James (Jim). Bates had reeds twee oudere zussen, Mary Anne (gedoopt 25 november 1856) en Catherine (gedoopt 3 augustus 1858).
Op 20 februari 1864 stierf Bates' moeder aan tuberculose, na eerst nog een tweeling op de wereld gezet te hebben, Joseph (Joe) en Anne, waarvan de eerste vrij jong zou sterven. James Dwyer hertrouwde op 21 september met de boerendochter Mary Dillon. Hij zou daarop met Dillon naar de Verenigde Staten hebben willen emigreren maar tijdens de oversteek (of net erna volgens De Vries) gestorven zijn. Bates werd met broer James en zus Catherine vervolgens door hun grootmoeder langs moederszijde, Catherine Hunt (née Cantwell), opgevangen, een paar kilometer ten zuiden van Roscrea in Ballycrine. Haar grootmoeder was katholiek. Ze had via haar man echter ook protestantse connecties en volgens De Vries zou het kunnen dat ze Daisy en Catherine met de naam O'Dwyer bedacht. Zus Mary Anne zou in het klooster intreden. Omdat katholieke Ieren gediscrimineerd werden en om in het leven vooruit te raken zouden Bates en haar oudere zuster Catherine later samen fantaseren dat ze van rijke protestantse afkomst waren. In 1868 stierf de grootmoeder. Bates' broer en zus werden in Dublin ondergebracht en Bates bij de weduwe Goode in North Wales.
Na enige tijd werden de kinderen terug samengebracht bij een oom, Joseph (Joe) Dwyer, in Roscrea. Volgens De Vries echter kwamen de kinderen onder voogdij van de uit Amerika teruggekeerde Mary Dillon te staan. Bates volgde vanaf haar negende levensjaar les bij de nonnen van het 'Sacred Heart of Mary', in de 'Free National School'. De school was in twee verdeeld, een gratis school en een betalende school. Bates werd er vermoedelijk hulpleerkracht vermits men normaal slechts tot veertien school liep en zij er tot haar negentiende stond ingeschreven. Bates leerde goed schrijven en spreken bij de nonnen. Ze had notities van Duits, Frans en Latijn en een goed geheugen.
Over de periode tussen haar schooltijd en migratie naar Australië is weinig met zekerheid bekend. Ze zou als gouvernante gewerkt hebben voor een Engelse familie. Zelf beweerde ze dat ze door de familie Outram werd geadopteerd en met hen een grand tour door Europa maakte. Als ze met een Engelse familie naar Europa reisde, wat aannemelijk lijkt door haar beschrijvingen, dan was dat waarschijnlijk als gouvernante. Er bestaat een onbewezen verhaal dat een jonge man uit een welgestelde Engelse familie omwille van Bates zelfmoord pleegde, waarna ze in 1881 van Ierland naar Engeland verhuisde.
Wat zich in 1881-82 in Engeland afspeelde is onduidelijk. Vermoedelijk veranderde Bates haar naam toen van Margaret Dwyer in Daisy May O'Dwyer. Ook haar zus Catherine veranderde in die periode haar naam naar O'Dwyer. Catherine, zich van rijke protestantse afkomst voordoend, huwde in december 1882 met kapitein Robert Brownrigg. Waarom en hoe Bates vervolgens naar Australië emigreerde is ook weer onduidelijk. Volgens De Vries had Bates op het punt gestaan Ernest Baglehole te huwen, de zoon van een rijke zakenman. Diens ouders dwongen hem echter een betere partij te kiezen. Deze vernederende ervaring zou Bates ertoe hebben aangezet te emigreren. Bates zou volgens De Vries de impact van het wees en vrouw zijn in een snobistische mannenwereld nooit te boven komen en haar hele leven aan haar gefantaseerde afkomst vasthouden. Zelf beweerde Bates dat ze naar Australië emigreerde omwille van beginnende tuberculose, uitgenodigd door de eerste Anglicaanse bisschop van noordelijk Queensland, G.H. Stanton, en gefinancierd door een kleine erfenis van James Dwyer.
Volgens de geschiedkundige Bob Reece scheepte Bates op 2 november 1882 echter middels een programma van de overheid van Queensland in op de SS Almora. In ruil voor de gratis bootreis verbond men zich er toe een bepaalde tijd als boerenknecht of huishoudhulp te worden tewerkgesteld. De reis was zwaar, zeker voor de jonge vrouwen die contact met de andere passagiers werden ontzegd, maar Bates zou later doen alsof het een cruise betrof. Volgens Susanna De Vries was Bates' reis (vertrokken op 22 november) dan wel gefinancierd door het programma maar zou ze in tegenstelling tot de andere jonge vrouwen die onder contract stonden als "vrije migrant" ingeschreven hebben gestaan. Ze loog over haar leeftijd om een serieuze korting te bekomen. Eens in Australië zou Bates zelf nog een job moeten zoeken.
Volgens De Vries verklaart Bates' vroege leven als Ierse wier land - met hongersnoden en armoede als gevolg - door de Engelsen was afgenomen haar latere sympathie voor het lot van de Aborigines wier land ook was afgenomen met hongersnood tot gevolg.

## Queensland en New South Wales

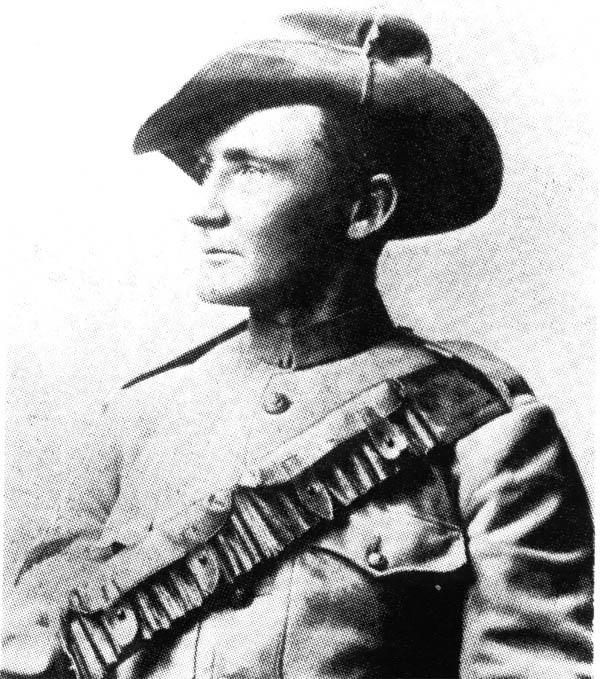
Breaker Morant

Bates arriveerde op 14 januari 1883 in Townsville. Ze zou de bisschop van noordelijk Queensland, George Stanton, opzoeken en hem vertellen dat haar zus getrouwd was met kapitein Robert Brownrigg, een neef van de bisschop van Tasmanië. Bates had een tijdje een relatie met een aan opium verslaafde journalist, Arnold Colquhoun, die zelfmoord zou plegen, deels vanwege haar afwijzing. Volgens Blackburn werd Bates in die tijd zeer charmant gevonden en zou ze haar seksualiteit gebruikt hebben om haar weg in de wereld te vinden.
Bates werkte korte tijd als gouvernante voor Frederick Hamilton op het 'Fanning Downs Cattle Station'. Daar leerde ze Edwin Henry Murrant kennen, een veedrijver, en huwde hem op 13 maart 1884 in Charters Towers. Murrant, claimde net als Bates een rijke afkomst, maar had de overtocht net als haar middels Queenslands migratieprogramma gemaakt. Hij werd later bekend als 'Breaker Morant' of 'The Breaker'. Murrant werd een maand na het huwelijk gearresteerd voor het stelen van een varken en een zadel. Na zijn vrijlating scheidden hun wegen. Het huwelijk was sowieso onwettig omdat Murrant over zijn leeftijd had gelogen. Hij was slechts negentien jaar oud terwijl de wettelijk minimumleeftijd eenentwintig was.
Kort nadat hun wegen scheidden vertrok Bates naar New South Wales. Ze werd gouvernante op de boerderij van de weduwe Catherine Bates in Pyree. Op 17 februari 1885 huwde ze Catherines oudste zoon Jack in de Anglicaanse kerk van Nowra. Jack Bates vertrok na het huwelijk naar Queensland om er vee te drijven. Daisy Bates hoopte dat Jack Bates ooit in staat zou zijn een eigen veestation te kopen. Toch reisde ze niet lang daarna op vraag van Ernest Baglehole met wie ze zich in Engeland ooit had verloofd naar Sydney. Ze huwde hem op 10 juni 1885 in Newtown. Het is onduidelijk waarom dit huwelijk plaatsvond. Baglehole zou Australië vervolgens verlaten maar nooit naar Engeland zijn teruggekeerd. Over zijn verdere leven en dood is niets bekend. Bates keerde terug naar de familie Bates. Er hing haar een gevangenisstraf vanwege bigamie boven het hoofd. Ze slaagde er echter in haar verschillende huwelijken verborgen te houden.
Op 26 augustus 1886, op zevenentwintigjarige leeftijd, schonk Bates het leven aan een zoontje, Arnold Hamilton Bates. Het was een moeilijke geboorte en ze zou die als excuus inroepen om niet meer aan haar huwelijksplichten tegenover Jack te hoeven voldoen. Volgens Reece zou ze seks voor de rest van haar leven zelfs volledig hebben afgezworen maar wel nog verscheidene keren verliefd worden. Van wie het kind was is onduidelijk. Het werd vermoedelijk in november 1885 verwekt. Jack Bates zou toen niet in Pyree zijn geweest. Het is onwaarschijnlijk dat Bates vijf maanden met Baglehole in Sydney verbleef.
De daarop volgende zeven jaren verbleef Daisy Bates met Arnold bij verschillende pastorale families, als gaste of als gouvernante, terwijl Jack Bates in Queensland vee dreef en zijn geld verbraste. Daisy Bates bleek goed in de sociale omgang en was geliefd bij de mannen. In 1893 bezocht ze Tasmanië. Volgens De Vries zou het kunnen dat Bates Tasmanië in 1883 reeds een eerste keer had bezocht.

## Engeland
Op 18 februari 1894 scheepte Bates in Sydney in op de Macquarie, met Engeland als bestemming. Ze liet haar zoon achter in een katholiek pensionaat. Het is onduidelijk waarom ze Australië verliet. Zelf beweerde ze dat haar dokter dit had aanbevolen omdat ze aan nostalgie leed. Bob Reece suggereert dat het misschien was omdat Jack er nog steeds niet in geslaagd was een eigendom te verwerven of omdat ze wilde trachten geld van haar zus te krijgen, wier man net overleden was. Om de reis te bekostigen werkte Bates tijdens de reis als stewardess. Ze arriveerde in mei 1894 met nog slechts drie shilling op zak in Londen en diende haar juwelen te verkopen om rond te komen. Het weinige spaargeld dat de Bates' hadden zou zijn verloren gegaan in een bankcrash. Bates beweerde later haar jeugdfoto's - de onbestaande foto's van haar imaginaire jeugd - tijdens de reis verloren te hebben door een ondergelopen cabine tijdens een storm.
Naar eigen zeggen reisde Bates naar Roscrea om hulp te zoeken bij haar familie. Ze erfde in tegenstelling tot sommige van haar broers en zusters weinig of niets. Bates keerde daarop terug naar Londen om er werk te zoeken. In Londen zou ze generaal Brownrigg hebben ontmoet, aangetrouwde familie via haar zus Catherine. Brownriggs bezorgde haar een kantoorbaan bij de bekende journalist en activist W.T. Stead, wiens maandblad Review of Reviews een wereldwijd publiek bereikte. 's Avonds leerde Bates typen en stenografie aan de 'London Polytechnic'. Nadat enkele personeelsleden aangingen werd ze hulpredacteur bij Steads occulte maandblad Borderline. Zelf had Bates volgens Reece een hekel aan het spiritualisme waar het blad aan gewijd was. Ze schreef later een zeer kritisch stuk over Blavatsky's volgelingen.
Bates werkte voor Borderline van 1894 tot 1897, als secretaresse van Ada Freer. Freer was net als Bates op jonge leeftijd wees geworden en deed eveneens alsof ze van rijke afkomst was. Volgens Brian Lomas hadden ze mogelijks een liefdesrelatie. Bates zou van Freer geleerd hebben hoe ze gebruik kon maken van de goedgelovigheid van mensen. Ze zou dit volgens Lomas later gebruiken om de Aborigines te beïnvloeden, genezen, verzorgen of gerust te stellen. Bates noemde dit haar 'hush-hush' werk.
Gedurende haar jaren in Londen verbleef Bates in een 'St Gabriel's', een door liefdadigheid gefinancierd hostel voor vrouwen. Ze ontmoette er nogal wat onafhankelijke vrouwen. Eind 1897 hield Bates het voor bekeken bij Steads Borderline. Naar eigen zeggen ging ze aan omdat haar gezondheid leed onder de omgang met de zonderlingen. Volgens Reece zou ze het echter moeilijk gehad hebben met het huwelijk van Steads zoon Willie in augustus 1897. Volgens De Vries kon ze niet meer met Freer overweg. Over wat Bates deed in de periode tot haar terugkeer naar Australië half 1899 is weinig tot niets met zekerheid bekend. Zelf beweerde ze dat ze in de bibliotheek van de gebroeders Jarrold in Norwich had gewerkt, dat ze deelnam aan jachtpartijen en dat ze twee huwelijksaanzoeken kreeg, van Richard Attwater en  van Carrick O'Bryen Hoare. Volgens De Vries is het goed mogelijk dat Bates in die periode de kost verdiende als een soort luxueuze callgirl.

## West-Australië
In augustus 1899 reisde Bates aan boord van de SS Stuttgart van Southampton naar Fremantle. Haar beweegredenen om naar West-Australië te reizen zijn zoals steeds onduidelijk. Zelf beweerde Bates later dat ze in opdracht van The Times de slechte behandeling van de Aborigines in het noordwesten van West-Australië ging onderzoeken, nadat Walter Malcolmson dit in die krant had beweerd. Bates bewering wordt door alle biografen in twijfel getrokken. Volgens De Vries had ze wel contact gehad met The Times nadat er enkele lezersbrieven die de slechte behandeling aanklaagden waren in verschenen maar had de krant enkel voorzichtig beloofd dat ze ook een lezersbrief mocht insturen met haar bevindingen. Malcolmsons aanklacht zou pas veel later in The Times verschijnen.
Volgens Lomas keerde Bates terug naar Australië omdat Jack Bates haar had geschreven dat hij zicht had op de aankoop van een veestation en een daaruit voortkomend inkomen. Volgens Reece zou haar interesse voor West-Australië ook kunnen ontstaan zijn toen ze met Katleen, de dochter van haar zus Catherine, enkele malen Dr. Cunningham Geiki in Bournemouth bezocht. Geiki was geïnteresseerd in de Aborigines en Bates ontmoette er onder meer Jane Barlee, de weduwe van de voormalige koloniaal secretaris voor West-Australië, en een mevrouw Lawrence uit Bunbury. Volgens De Vries bezocht Bates Bournemouth om er William Beaglehole te bezoeken. Ze zou hem hebben laten weten dat ze in Sydney met zijn zoon getrouwd was en beweerd hebben dat Arnold zijn kleinzoon was. Dit zou volgens De Vries de grote mysterieuze som geld verklaren waarmee later de pastorale leases werden aangekocht.
Tijdens de bootreis raakte Bates bevriend met priester Dean Martelli. Hij leerde haar Italiaans en vertelde haar over zijn werk met de Aborigines. Volgens De Vries was het toen dat Bates in het lot van de Aborigines geïnteresseerd raakte. Tijdens haar eerste verblijf in Australië, in Queensland en New South Wales, had ze nooit oog voor hen gehad. Enkel tijdens haar verblijf in Tasmanië zou ze verontwaardiging over hun lot hebben getoond.
Bates arriveerde op 7 september 1899 in Fremantle. Ze werd opgewacht door Jack Bates en zoon Arnold. Bates beschreef later de diepe ontgoocheling die ze voelde toen ze haar man terugzag. Kort na haar aankomst werd ze door de dames van de Karrakatta Club opgewacht. Bates had hen wijsgemaakt dat ze freelance correspondent voor The Times was. Ze werd er ontvangen door onder meer Edith Cowan, Roberta Jull en Lady Onslow. Bates beweerde dat ze in Londen mensen als H.G. Wells, George Bernard Shaw en Cecil Rhodes ontmoet had. Gefascineerd door haar verhalen over Londen werd ze in november erelid gemaakt.

### Eerste reis naar het noordwesten

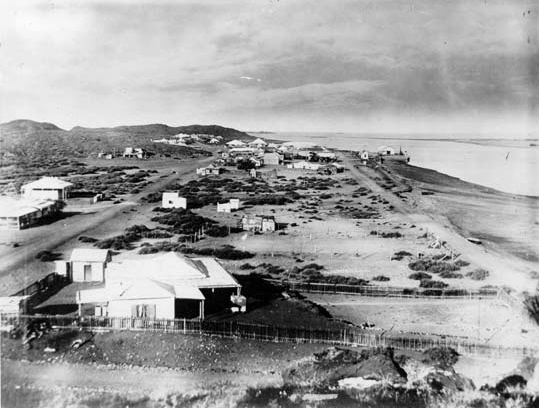
Cossack in 1898

Jack Bates reisde naar het noordwesten om er over de pastorale leases te onderhandelen. Daisy Bates bracht haar zoon met hulp van Martelli in het 'Christian Brother's College' in Guildford onder. Tijdens Jacks afwezigheid vertoefde Bates in het gezelschap van Martelli. Volgens Lomas was er sprake van een intieme relatie tussen die twee. Volgens Reece zou Bates begin januari 1900 aan John Forrest zijn voorgesteld op een viering voor de op handen zijnde eenmaking van Australië.
Op 2 maart 1900 reisde Bates Jack achterna. Ze scheepte in op de SS Sultan, met Cossack als bestemming. Van Cossack reisde Bates naar Roebourne in een door paarden getrokken tram. Daar herenigde ze zich met Jack. Ze reisden samen met paard en kar naar Port Hedland. Onderweg deden ze een aantal pastorale stations aan. Door overstromingen zagen ze zich genoodzaakt drie weken bij de familie Meares op het 'Sherlock River Station' door te brengen. De vrouw des huizes vertelde er Bates over de plaatselijke aboriginescultuur, de sociale organisatie, huwelijkswetten en polygamie.
Van 'Sherlock River Station' reisden de Bates naar Whim Creek en het haventje Balla Balla. Ze brachten een bezoek aan Depuch Island en stootten er op de overvloedig op het eiland aanwezige rotskunst van de Aborigines. Vervolgens reisden ze naar het aan de Yule gelegen 'Munda Station' van de familie Mackay. Jack had reeds voor Sam Mackay gewerkt op het 'Royal Hill Station' dat ook in handen van de Mackay's was. Op een van de belendende stations had het vee last van contagieuze boviene pleuropneumonie. Sam Mackay stelde Jack Bates voor om op diens naam een aantal tussengelegen pastorale leases aan te kopen, zodat zijn buren geen gebruik meer konden maken van de stockroute waarover de Mackays hun gezonde vee naar de slachthuizen dreven. Vervolgens reisden de Bates verder naar Port Hedland en Carnarvon. Bates financierde de aankoop met de mysterieuze som geld die ze in Engeland had verkregen.
De Bates reisden vervolgens terug naar Perth. Aan boord van de SS Australind arriveerden ze op 19 juli 1900 in Fremantle. Daisy Bates was volgens Reece tijdens de zes maanden durende reis tot de conclusie gekomen dat haar man nooit de man zou worden waarnaar ze verlangde.

### Tweede reis naar het noordwesten - 'Beagle Bay Mission'
Enkele maanden na haar aankomst te Perth reisden Martelli en bisschop Gibney naar de missie van Beagle Bay en Bates ging mee. Op 17 augustus 1900 vertrokken Martelli, bisschop Gibney en Jack en Daisy Bates aan boord van de SS Karrakatta. Jack Bates verliet het schip in Port Hedland. Martelli, Gibney en Daisy Bates voeren verder naar Broome. Het drietal bleef er twaalf dagen en Bates bezocht er de gevangenis van Broome en de Aziatische wijk waar een driehonderdtal aboriginesvrouwen als prostituees werkten. Bates zou er met de hulp van bisschop Gibney in slagen de prostitutiepraktijken door de West-Australische overheid te laten verbieden. Vervolgens werd op de Sree Pas Saire ingescheept met Beagle Bay als bestemming.
Volgens Reece was Bates meegereisd om een serie artikelen te schrijven maar diende ze mee te werken aan de verbeteringen van de missie van Beagle Bay, nodig om de lease te verlengen. De missie had geleden onder orkanen, wervelwinden en natuurbranden. Bates kwam er in contact met Aborigines en hoorde er voor het eerst verhalen over kannibalisme. Van abt Nicholas leerde ze de basisprincipes voor antropologisch veldwerk. Monnik Alphonse bestudeerde er de plaatselijke aboriginesdialecten. Mogelijk wakkerde dit Bates' interesse en latere werk aan. Volgens De Vries leerde Alphonse Bates ook een zalf tegen syfilis maken en vertelde hij haar dat de beste manier om informatie van de Aborigines te verkrijgen was om hun zieken en ouderen te verzorgen.
Volgens Lomas werden er aan de missie met een oppervlakte van veertig vierkante kilometer echter amper verbeteringen aangebracht. Bisschop Gibney zou Martelli reeds na een week terug naar Broome hebben gezonden omdat hij diens relatie met Bates te intiem vond. De overheidsambtenaar die de verbeteringen aan de missiegronden diende na te gaan, Joe Dreyer, zou reeds een dikke week later in de missie zijn toegekomen. Dreyer was gehuwd met de jongste dochter van George Throssell, een goede vriend van bisschop Gibney. Volgens Lomas was er geen tijd geweest om de missie voldoende op te knappen voor de inspectie. Dreyer achtte de verbeteringen toch goed genoeg om de lease te verlengen. Eind november voeren Gibney en Bates aan boord van de Sree Pas Saire terug naar Broome en vandaar met de SS Saladin naar Fremantle waar ze op 3 december arriveerden.

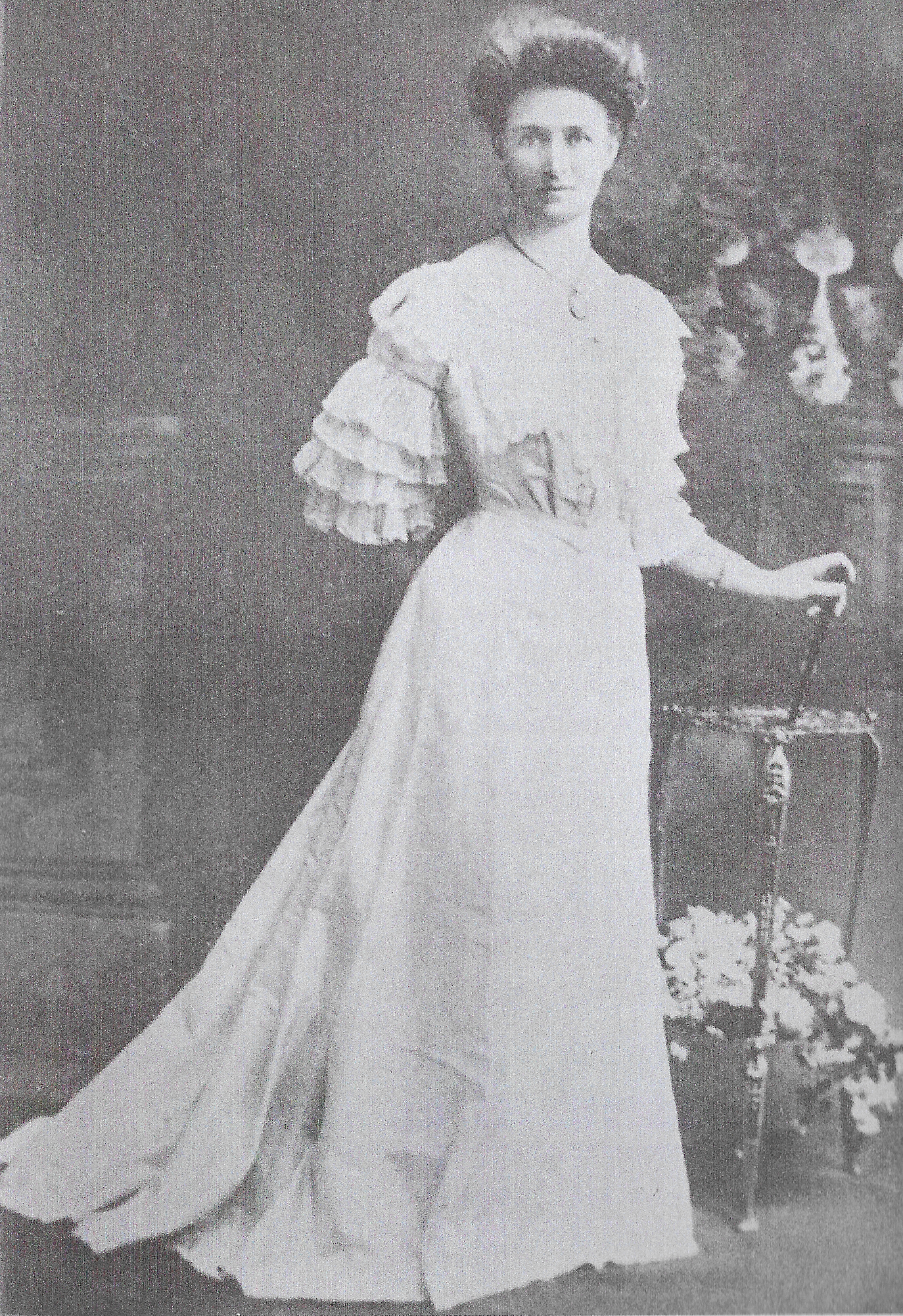
Bates op de dag van het bezoek van de hertog van York

Volgens Reece maakte de Beagle Bay-reis Bates sceptisch over het missiewerk. De Aborigines werkten enkel mee omwille van de verstrekking van voedsel. Het bidden en zingen raakte hen verder niet. Op 24 juli 1901 mocht Bates dankzij haar lidmaatschap van de Karrakatta Club een bezoek van de hertog en hertogin van York-Cornwall bijwonen. Ze zou de belevenis haar hele leven roemen en noemde haar zwarte door de hertog opgeraapte paraplu de 'King George Umbrella'. In die tijd zette Bates ook voor het eerst haar tent op in het aboriginesreservaat 'Ma'amba' nabij Perth.

### Derde reis naar het noordwesten - 'Glen Carrick'
Eind 1901 reisde Bates met haar zoon Arnold naar Broome om er Jack Bates te vervoegen. Hij werkte er op het 'Roebuck Plains Station' tot hij zelf vee kon aanschaffen voor hun leases. Daisy Bates noemde de leases 'Glen Carrick', naar de man die haar in Norwich ten huwelijk zou hebben gevraagd. Ze bestudeerde er het plaatselijk dialect en de gewoonten van de Aborigines. Bates woonde er een 'freedom of totems'-ceremonie bij die voor aboriginesvrouwen op straffe van de dood verboden is. Ze verkreeg er de status van droomtijdgeest en 'bewaarder van de totems'. Hierdoor zou ze volgens Reece veertig jaar lang overal door de Aborigines geaccepteerd worden. Bates had over haar groeiende interesse in de Aborigines dikwijls ruzie met haar man. Ze vergeleek de Aborigines met de Ieren die ook bijgelovig waren, snel aanstoot namen doch vergevingsgezind waren.
In april 1902 vertrokken de Bates met 770 Herefords en 200 eigen runderen van 'Roebuck Plains Station' naar Peak Hill en naar 'Glen Carrick' ('Ethel Creek Station'). In 'Eighty Mile Beach' verloren ze hun 200 stuks vee. Eens in 'Glen Carrick' was er geen vee en dus geen kapitaal meer over. Daisy Bates keerde tegen eind 1902 terug naar Perth. Jack Bates zou nog tot 1905 op 'Ethel Creek Station' blijven. In augustus 1903 zouden de drie leases op Daisy Bates naam gezet worden en in 1906 nog een vierde. Volgens Reece leidde deze tocht tot de uiteindelijke breuk tussen Daisy en Jack Bates. Vanaf 1912 zou Daisy Bates naar Jack verwijzen als haar overleden echtgenoot, al zou hij pas dertig jaar later sterven. Ze deed dit omdat de huwelijkswetten in Australië veel strenger voor vrouwen dan voor mannen waren.

### Bates als freelance journaliste
Volgens Reece besloot Bates vervolgens om als freelance journaliste aan de kost te komen. De West-Australische overheid gaf haar de opdracht de toekomstige aanleg van de Trans-Australian Railway te boekstaven. Ze schreef onder meer sensationele artikelen over corroborees en kannibalisme.
Bates kreeg een column in bisschop Gibney's The Catholic Record, getiteld Odds and Ends, volgens Lomas als dank om de waarheid over de 'Beagle Bay Mission' te verzwijgen. Het duurde niet lang voor ze nog enkele bijkomende columns mocht schrijven, Matters Pastoral en Talk of Town. In haar columns spuide Bates kritiek op de ambtenarij. Ze viel onder meer de posterijen, de koloniale schatkistbewaarder, de hoofdinspecteur van de veestapel, de spoorwegen, de politie, de minister van ruimtelijke ordening en de 'Chief Protector of Aborigines' aan. Blijkbaar ging ze te ver toen ze de competentie van de inspecteur-generaal van het onderwijs in vraag stelde. Bisschop Gibney wiens katholieke scholen van overheidssteun afhankelijk waren zette de samenwerking met Bates stop.
Bates schreef voor het Londense ingenieurstijdschrift Cassier's Magazine een stuk over de opening van C.Y. O'Connors bijna zeshonderd kilometer lange waterpijpleiding tussen Mundaring en Kalgoorlie. Ze was de eerste vrouw die voor het tijdschrift schreef en verborg haar geslacht door het artikel als D.M. Bates in te sturen. De nodige informatie haalde ze volgens Lomas vermoedelijk bij haar zoon Arnold die ondertussen werkzaam was bij het bedrijf dat de buizen voor de pijpleiding produceerde.

### Vierde reis naar het noordwesten - goudmijnen langs de Murchison
The Western Mail gaf Bates de opdracht een artikelenreeks te schrijven over de mijnindustrie rondom Peak Hill, Meekatharra en Nannine. Ze reisde weer naar het noordwesten. Volgens Reece bezocht Bates er ook de aboriginesokermijn van Wilgie Mia. Ze raakte er volgens hem aan het leven in de bush gewoon. Na haar terugkeer in Perth vond Bates onderdak in een vrijgekomen kamer in de Karrakatta Club.

### De studieopdracht van de West-Australische overheid

#### Studie van de woordenschat van de West-Australische Aborigines

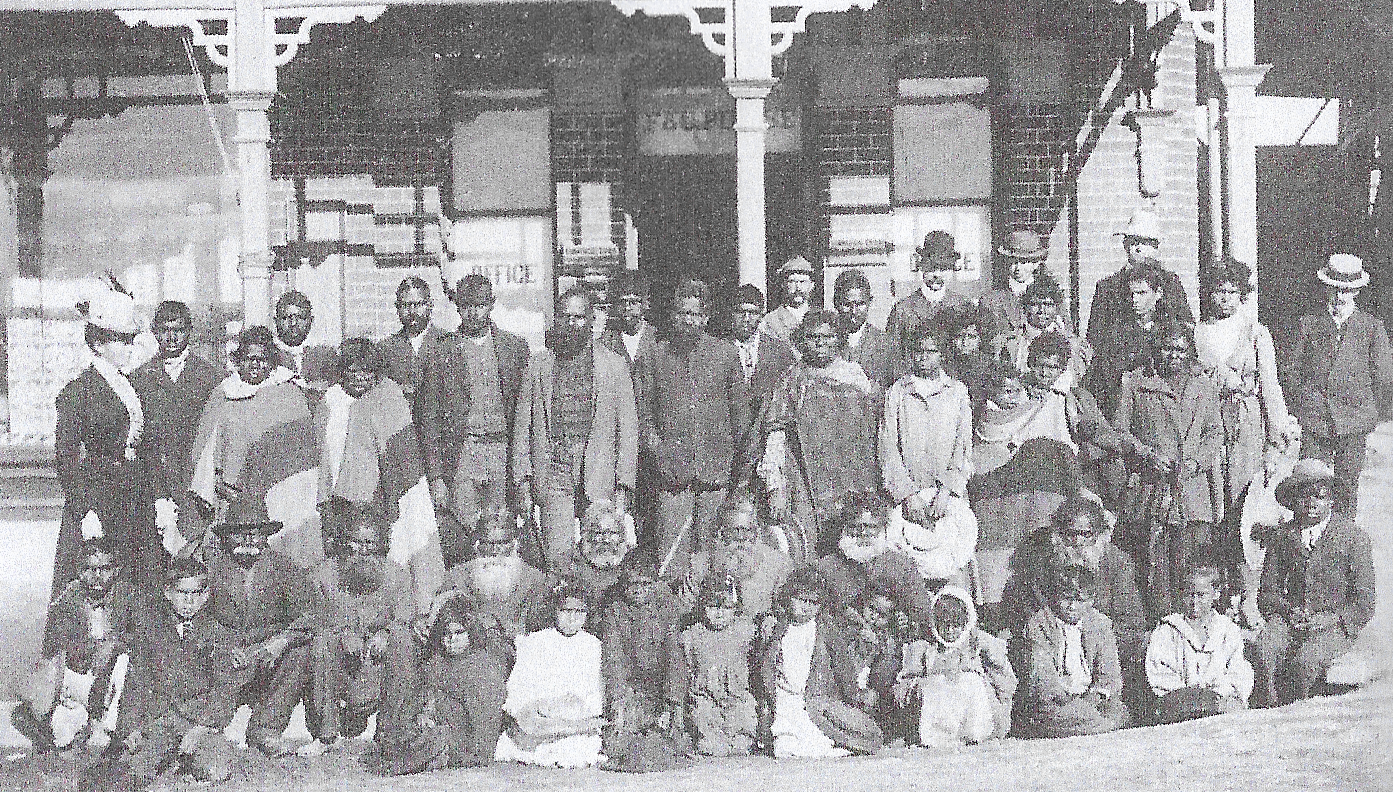
Bates te Katanning in 1908

Op 3 mei 1904 werd Bates aangeduid om een studie naar de woordenschat en tradities van de West—Australische Aborigines uit te voeren, onder het gezag van de 'registrar-general' van West-Australië, Malcolm Fraser. De aanstelling leek eerst naar William Harris te zullen gaan, een opgeleide man van gemengde afkomst, die later een succesvolle goudzoeker en voorvechter voor de rechten van de Aborigines zou worden, en met wie Bates nog in discussie zou gaan. Volgens Reece lag Bates' antwoord op Malcolmsons artikel in The Times over de slechte behandeling van de Aborigines aan de basis van haar aanstelling. Bates schreef een artikel voor de Western Mail, na via Meekatharra naar Peak Hill te zijn gereisd om er de toestand na te gaan. Volgens haar gingen de meeste landeigenaars redelijk met de Aborigines om, niet allemaal, maar was het zeker niet zo erg als op de slavenplantages in de Verenigde Staten.
Bates en Fraser stelden samen een vragenlijst op en lieten die in vijfhonderd notitieboekjes drukken. Deze boekjes stuurden ze naar magistraten, pastoralisten, politieagenten en iedereen die verantwoordelijkheid over Aborigines droeg. In afwachten van de terugkeer van de notitieboekjes las Bates alles wat ze kon vinden over de Aborigines en schreef alle Australische staten bibliotheken aan. Zo las ze onder meer wat pioniers als Ernest Giles, George Grey, George Fletcher Moore, Augustus Charles Gregory en Dom Salvado, de oprichter van de abdij van New Norcia, over de Aborigines hadden geschreven. Bates las ook Darwins verslag van de reis van de Beagle. Volgens De Vries maakte Bates daaruit op dat Darwin ervan overtuigd was dat de Aborigines zouden uitsterven. Ze besprak dit alles ook met John Forrest, de premier geworden ontdekkingsreiziger. Na drie maanden gaf ze in de 'Karrakatta Club' een eerste lezing over het onderwerp, The Enigma of the Australian Native Race. De lezing wekte zoveel interesse dat de 'Royal Geographical Society of Australia' haar steun toezegde en de bekendste etnologen en antropologen uit die tijd haar hun advies aanboden. Volgens De Vries dient Bates aanzien te worden als de eerste vrouwelijke pionier in de sociale antropologie, nog voor Margaret Mead die pas in 1920 naar Samoa reisde.
Toen de notitieboekjes begonnen terug te komen bleken ze van gemengde kwaliteit. Het was niet altijd duidelijk over welke aboriginesgroepen en plaatsen het ging. Ook het bronnenmateriaal van de pioniers stond vol tegenstrijdigheden. Bates wist Fraser ervan te overtuigen dat ze origineel onderzoek nodig had en zelf de overlevende Aborigines diende te bezoeken. Van juli 1905 tot begin 1906 verbleef ze daarvoor terug in haar tent in het 'Ma'amba'-reservaat. Bij de Bibbulmun slaagde Bates erin, niet zoals eertijds in het noordwesten als geest, maar als bloedverwant aanvaard te worden. Ze begon de verschillende dialecten te verzamelen, gebruikmakend van de spellingsregels van de 'Royal Geographical Society'. Door het leven in de tent en het voortdurend te beschikking staan van de Aborigines belandde Bates rond kerst 1905 vijf weken in het ziekenhuis.
Ondertussen correspondeerde Bates met diverse etnologen en antropologen uit de oostelijke staten. Haar eerste etnologisch werkstuk werd op 30 november 1905 in Melbourne voorgelezen voor de Victoriaanse afdeling van de 'Royal Geographical Society of Australia'. Bates las het werkstuk zelf voor in Perth, voor de 'Natural History Society'. Het stuk behandelde de huwelijkswetten van de Aborigines. Twee Britse etnologen, Andrew Lang en Northcote W. Thomas, raakten in haar werk geïnteresseerd en raadden haar aan zich vooral op feiten en niet op theorie te concentreren. In juni 1906 werd Bates West-Australisch correspondent voor de 'Anthropological Institute of Great Britain'. In april 1907 werd ze fellow van de 'Royal Anthropological Society of Australia'. Bates begon ook bij te dragen aan het magazine Science of Man uit Melbourne. Uit haar briefwisseling tussen 1904 en 1912 blijkt hoe ze zichzelf tot antropologisch veldwerker schoolde.
Midden 1907 verbleef Bates tijdens een van haar studiereizen in Katanning. Er brak toen een mazelenepidemie uit. Ze verzorgde er een veertigtal Aborigines die in de volle ziekenhuizen waren geweigerd. Bates deed dit naar eigen zeggen door pap te maken en "dosissen vrolijkheid uit te delen". Nebinyan, een Aborigines die Bates veel informatie bezorgde, en wiens voorvader in 1802 een corroboree voor Matthew Flinders leidde, stierf daar toen.
Eind 1907 verscheen een verdediging die Bates schreef op vraag van de West-Australische overheid. In 1905 was een nieuwe 'Aborigines Act' door het parlement goedgekeurd. Die diende de behandeling van de Aborigines als werknemers - waarop kritiek was geuit - in betere banen te leiden. Bates was gevraagd een verdediging voor de wet te schrijven. In de verdediging schreef ze dat overheidsmaatregelen of missies het lijden van de Aborigines enkel verlengden. Volgens haar zouden de Aborigines sowieso verdwijnen omdat ze zich niet konden aanpassen aan de moderne maatschappij, een visie onder invloed van het het sociaal darwinisme die toen nog vrij algemeen was.
In het koele seizoen 1907-1908 reisde Bates met paard en kar ten oosten van Esperance. Ze ontmoette er Billingee die van de omgeving van Broome afkomstig was. Hij was zeer bedreven in aborigineskunst. Vijf jaar lang zou hij Bates helpen woordenschat en kunst verzamelen en kaarten maken. Ze gaf meerdere Aborigines de middelen om daaraan mee te werken. De kaarten zouden in de 21e eeuw van zeer groot belang blijken voor de native title-eisen van de Aborigines. Bates eiste zelf geen erkenning voor de kaarten en lijstte alle namen van de Aborigines op die eraan meewerkten.
Begin 1908 overtuigde Bates Fraser dat nog vergelijkend onderzoek nodig was in het noorden en oosten van de staat om wat ze in het zuidwesten had geleerd te bevestigen. Bates wilde eigenlijk tot 'Protector of Aborigines' benoemd worden maar Fraser wilde vooral een eind aan het ondertussen vier jaar durende onderzoek. Uiteindelijk gaf hij toch toe. Bates kreeg een treinabonnement en reisgeld voor drie maanden. Een van de voorwaarden was dat ze elk dorp slechts een dag zou bezoeken maar daar hield ze zich niet aan. De reis zou acht maanden duren. Volgens Lomas was het tijdens deze reis dat Bates de historische okermijn van Wilgie Mia bezocht.

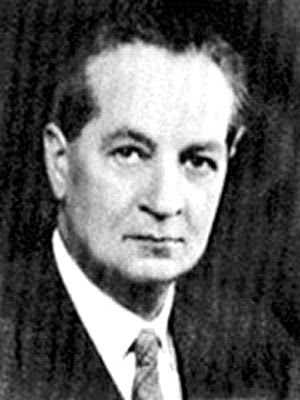
Alfred Radcliffe-Brown

Na de reis vroeg Bates om nog een bijkomend jaar gefinancierd te worden om de woordenschat te verwerken en haar boek over de Aborigines van West-Australië te schrijven. Ze had de informatie die ze van de Aborigines kocht zelf betaald. Zonder betaling weigerden ze dikwijls informatie te verschaffen. Ondertussen schreef Bates artikelen over de levens van haar informanten, waaronder de laatsten der Bibbulmun: Fanny Balbuk, Monnop, Joolbaitch en Ngilgi, vooral voor The Western Mail. Ze bleef ook lezingen geven, met onder meer dia's en geluidsopnames van corroborees gemaakt door Baldwin Spencer. Bates stelde Fanny Balbuk in de Karrakatta Club ooit voor als "onze gastvrouw". Al was ze geen politieke activiste, volgens De Vries gaf ze echt om de Aborigines.
Midden 1909 was Bates' manuscript tot een enorm volume aangedikt. Het bestond uit 1.460 pagina's en 200 foto's. Het behandelde zo goed als alle aspecten van het leven van de Aborigines. Bates stelde aan koloniaal secretaris Donnelly en aan Fraser voor om naar Engeland te reizen zodat Andrew Lang haar kon bijstaan om het manuscript klaar te maken voor publicatie. Dit zou echter zoveel geld kosten dat Fraser de zaak uitstelde. Hij vertelde Bates dat hij wilde wachten op een wetenschappelijke expeditie die de universiteit van Cambridge aan het voorbereiden was. Eind januari ontving Bates een brief van Alfred Radcliffe-Brown met het voorstel het manuscript samen met het eindverslag van de toekomstige expeditie te publiceren. Dit voorstel zagen Fraser en de West-Australische overheid wel zitten vermits ze tegen de kosten van de publicatie opzagen.
Ondertussen organiseerde Bates een corroboree voor het 'Perth Carnival' van 1909-10. Hiervoor verzamelde ze twee groepen Aborigines, een uit de omgeving van Toodyay en een uit die van Tambellup. Volgens Bates stonden beide groepen niet echt vriendschappelijk tegenover elkaar en verhitte alcohol de gemoederen soms. Bates maakte gebruik van haar plaats in het verwantschapssysteem, haar persoonlijkheid en van een magische stok die ze erfde, de 'mobburn-stick', om alles in goede banen te leiden. De corroboree in de 'Subiaco Muncipal Gardens' trok 5.000 toeschouwers. In mei 1910 gaf Bates de openingsrede op een meeting van de 'Australian Women's National League' en enkele weken later introduceerde ze mw. Pechell van de 'Conservative and Unionist Women's Franchise Association' die in de 'Karrakatta Club' over het vrouwenkiesrecht kwam spreken.

#### De 'Cambridge University Scientific Expedition'
Brown arriveerde in september 1910 in Perth. Grant Watson, het andere lid van de tweeledige expeditie, was reeds eerder in West-Australië gearriveerd. Brown nam het manuscript door en besprak met Bates de plaatsen die hij wilde bezoeken. Bates was onder de indruk van Brown en wilde graag aan de expeditie deelnemen. Ze zou ervoor gezorgd hebben dat de expeditie een donatie van 1.000 £ kreeg van Sam Mackay. Bates' oversten waren blij dat ze haar niet meer hoefden te werk te stellen en de kosten voor de publicatie die Brown op zich had genomen niet meer hoefden te dragen. Bates werd voor de tijd van de expeditie tot 'Temporary Travelling Protector of Aborigines' benoemd.
Volgens Watson liep de relatie tussen Bates en Brown al gauw spaak en had Brown geen hoge dunk van haar intellectuele capaciteiten. Maar zowel Ruth Benedict als Margaret Mead beschreven Brown als een zeer eigenzinnig man. Na een inval door de politie in een aborigineskamp nabij Sandstone besloot Brown om de expeditie tegen de zin van Bates op de eilanden Dorre en Bernier verder te zetten. Bates kon niet anders dan Brown volgen. Op de eilanden werden zieke Aborigines afgezonderd. Bates verbleef van november 1910 tot januari 1911 op Dorre, waar de mannen leefden, en van eind januari 1911 tot eind februari op Bernier, waar de vrouwen verbleven. Op Dorre zou Bates van de Aborigines de bijnaam 'Kabbarli' (grootmoeder) hebben gekregen. In maart, nadat ze twee weken in Carnarvon had doorgebracht, reisde ze nog terug naar Bernier om er haar persoonlijke bezittingen op te halen. Ze keerde vervolgens met Brown en tweeënvijftig genezen Aborigines terug naar Carnarvon. Bates schetste later een uiterst negatief beeld van de eilanden. De meeste Aborigines zouden er sterven en leefden er in onmin met elkaar doordat ze van verschillende soms vijandige groepen afkomstig waren. Leneham, die er twee jaar de leiding had, schreef in The West Australian echter dat eens de ziekenhuizen gebouwd - op Dorre reeds voor de komst van Bates - de toestand snel verbeterde en de vrouwen er "zongen, dansten en voor elkaar zorgden". Op 9 april 1911 vertrokken Brown en Bates samen aan boord van de SS Paroo uit Carnarvon.

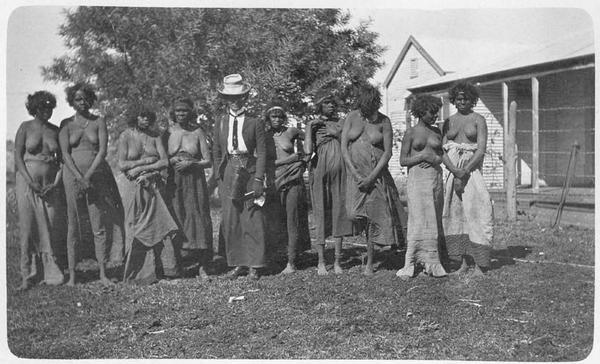
Postkaart getrokken nabij Peak Hill in 1910

Brown trok vervolgens naar het noorden en Bates naar het oosten. Bates kampeerde maanden nabij The Granites. Ze bezocht de aborigineskampen, bezorgde de rantsoenen en verzamelde er stambomen en andere informatie. Ze leerde er naar eigen zeggen 'de omgeving lezen' als een Aborigines, en at 'bush tucker'. Begin 1912 keerde Bates terug naar Perth. In februari bezocht ze de aboriginesgevangenis op Rottnesteiland en vervolgens de missie in New Norcia.
Bates probeerde nog steeds om tot 'Protector of Aborigines' benoemd te worden, onder meer in het Noordelijk Territorium waar ze niet weerhouden werd omdat ze de nodige ervaring als verpleegkundige ontbeerde. In West-Australië liep ze volgens Lomas weer tegen een "muur van mannen" aan. Ze ijverde via de vrouwenbeweging voor een vrouwelijke Protector. Haar argument was dat een vrouw geschikter was om met de vrouwen en kinderen om te gaan dan een mannelijke politieagent. In april kampeerde Bates terug in Ma'amba. Vervolgens werd ze voor korte tijd door de net in West-Australië gearriveerde Kingsley Fairbridge tewerkgesteld, ter ondersteuning van diens zwangere vrouw. Ze hielp er ook met het opzetten van diens eerste landbouwschool voor arme Engelse kinderen. In die periode kreeg Bates te horen dat Andrew Lang alvorens haar manuscript was afgewerkt plots aan een hartaanval was overleden. Na de geboorte van Fairbridges kind keerde Bates terug naar haar tent. In november 1912 leek ze eindelijk haar zin te krijgen maar in feite werd ze uitgerangeerd: Bates werd tot 31 december 1913 'Honorary Protector of Aborigines' - onbetaald en zonder hulp - van het afgelegen district Eucla.
John Winthrop Hackett van The West Australian zegde Bates 500 £ toe om haar manuscript te publiceren als ze zelf ook nog 500 £ zou bijleggen. Volgens Reece zette Bates vermoedelijk daarom 'Glen Carrick' te koop.

### Bates in Eucla
Bates reisde vervolgens, als chaperonne van Beatrice Raine, over Albany naar Eucla, en daarna door naar het 'Nullabor Plains Station', dat door de familie Raine werd beheerd. Ze leerde er de aboriginesdialecten van de streek en werd bij de Mirning Aborigines ingewijd. Pas in november 1913 keerde Bates terug naar Eucla. Ze nam er de verantwoordelijkheid op zich voor het uitdelen van rantsoenen aan een dertigtal in de duinen kamperende Mirning. Nadat ze hun vertrouwen had gewonnen verhuisde ze haar tent dichter naar het aborigineskamp toe. Bates woonde een door tweehonderd Aborigines bijgewoonde twee weken durende initiatieceremonie van de jongen Gooradoo in Jeegala bij. Daarover schreef ze Series of Ceremonies of the Eucla District Natives. In maart 1914 ontving Bates een schrijven van de bank dat het geld van de verkoop van 'Glen Carrick' was aangekomen. Met dat geld zou ze volgens Lomas naar Zuid-Australië reizen. Volgens De Vries betaalde Georgina King haar reis en zou het pas in Sydney zijn dat ze te horen kreeg dat het geld op haar bankrekening stond.

## Zuid-Australië

### Reis over de Nullarborvlakte

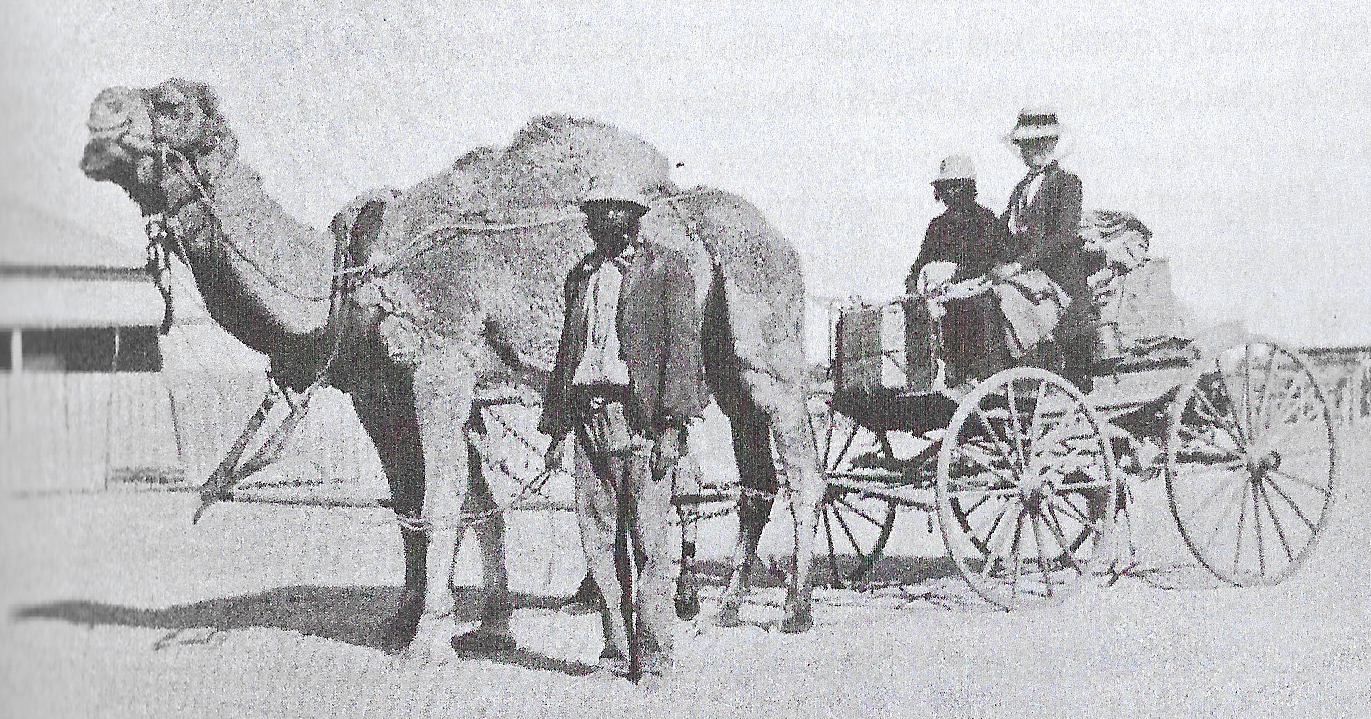
Daisy Bates, Gauera en Balgundera bij hun vertrek te Eucla

Bates wilde de Nullarborvlakte oversteken en in Adelaide bij de premier van Zuid-Australië ijveren om tot 'Protector of Aborigines' voor de regio's Nullarbor en Fowler's Bay benoemd te worden. In mei 1914 vertrok ze met een kameel, kar en twee Aborigines uit Eucla. Het was vermoedelijk de eerste keer dat een blanke vrouw de Nullarborvlakte zou doortrekken en zeker de eerste keer dat een blanke vrouw die reis samen met Aborigines zou maken. Onderweg bezocht Bates 'Yalata Station', een belangrijk meer dan 2.500 vierkante kilometer groot veestation met meer dan 100.000 schapen. Ze bleef er uiteindelijk een maand en correspondeerde van daaruit met de Zuid-Australische premier die haar uitnodigde om voor een commissie in Adelaide te verschijnen.
In Adelaide sprak Bates voor verscheidene vrouwenverenigingen. Ze klaagde er het misbruik van aboriginesvrouwen door kangoeroe- en dingojagers en het daar uit voorkomende probleem van de kinderen van gemengde afkomst aan. Op 29 juli 1914 verscheen ze voor de parlementaire commissie aangaande de omstandigheden van de Aborigines. Ze bood aan de aborigineskampen langs de Grote Australische Bocht en de toen in aanbouw zijnde Trans-Australian Railway te patrouilleren. Ze geloofde dat de Aborigines nog slechts enkele decennia te leven hadden en dat de gemengde kinderen in de blanke bevolking zouden opgaan. Bates ijverde ook voor een ziekenhuis zoals op Dorre- en Berniereiland.

### 'British Association for the Advancement of Science Congress'
Begin augustus 1914 begonnen de wetenschappers voor het 'British Association for the Advancement of Science Congress' in Adelaide te arriveren. De gesprekken in de hotels gingen echter over het uitbreken van de Eerste Wereldoorlog. Op 8 august was Bates aanwezig op de openingsreceptie van het congres. Ze reisde vervolgens naar Melbourne waar ze lid werd van de 'British Association for the Advancement of Science'. Na Melbourne reisde het congres naar Sydney. Ook Bates reisde naar Sydney. Ze verbleef er bij Georgina King met wie ze dezelfde interesses deelde en over wiens vader ze ooit een artikel schreef waarna de twee een briefwisseling aangingen. Brown stelde in Sydney zijn werkstuk Varieties of Totemism voor. Volgens Lomas ontmoette Bates er haar zoon en voor het eerst en laatst haar schoondochter en kleinzoon. Volgens Reece is niet zeker dat deze ontmoeting plaatsvond. Bates ontmoette er Olive Pink die haar later in Ooldea zou bezoeken. Op 5 september reisde ze terug naar Adelaide waar ze de Tribal Organisation lezing gaf. Tijdens een meeting van de 'Liberal Woman's Educational Society' ijverde Bates weer voor een vrouwelijke 'Protector of Aborigines'. Ze kwam er in contact met verscheidene filantropische families die haar en de Aborigines wilden steunen. Vervolgens reisde Bates per stoomschip terug naar Fowler's Bay en van daaruit naar 'Yalata Station'.

### 'Fowler's Bay'
Tijdens de oorlogsjaren leefde Bates op en rond 'Yalata Station'. Ze verzorgde de rantsoenering van de Aborigines voor de Murray's. Bates reisde met paard en kar tussen de verschillende stations, en Fowler's Bay waar ze de rantsoenen ophaalde. Pas na de verkiezingsoverwinning van Labor in april 1915 was er weer sprake van Bates tot 'Protector of Aborigines' te benoemen. In juli reisde Bates weer naar Adelaide. Vervolgens bezocht ze aborigineskampen nabij Wirilya, Koonibba Mission en Penong. Ze liet er de Aborigines weer kaarten maken en noteerde er zelf de Europese plaatsnamen bij, wat later van onschatbare waarde zou blijken. In oktober 1916 werd beslist Bates toch niet tot Protector te benoemen. In augustus 1917 zat ze in financiële moeilijkheden en schreef 'Chief Protector' William South aan met de vraag om hulp. Hij kende haar een kleine vergoeding toe om de verzorging van drie blinde Aborigines op zich te nemen: Jinjabulla, Dowie en Binilya. Bates trok met hen naar Wirilya. Ze schreef er Dowie, the Insatiable Cannibal, volgens Lomas een zo goed als volledig verzonnen verhaal. Dowie stierf er de hongerdood, volgens Bates doordat hij 's nachts steeds ontsnapte. Bates kreeg zelf problemen met haar ogen en werd opgehaald vanuit 'Yalata Station', waarna ook de twee andere Aborigines stierven. Bates had acht maanden voor hen gezorgd en wanneer ze South over hun heengaan berichtte viel de vergoeding weg waarna ze schulden aanging.
Bates had geen geld om naar Adelaide te reizen om haar ogen te laten verzorgen en bleef op 'Yalata Station' tot ze beter was. Vervolgens vestigde ze zich aan een waterbron nabij Yuria. Yuria was een ontmoetingsplaats voor Aborigines. Ze verzamelde er een aanzienlijke woordenschat. In februari 1919 verliet Bates Yuria. Ze was ziek en blut en wendde zich weer tot William South. Hij zorgde dat haar schulden werden afbetaald, dat ze naar Adelaide kon reizen en bezorgde haar onderdak in de 'Myrtle Bank Soldiers' Home'. Nadat Bates terug op krachten was gekomen hielp ze er korte tijd teruggekeerde soldaten en zeelui verzorgen. Op 25 september 1919 vertrok Bates naar Ooldea. Volgens Bob Reece veranderde ze in de vijf jaar die ze in de omgeving van Fowler's Bay doorbracht van een wetenschapster in een welzijnswerkster.

### 'Ooldea Siding'

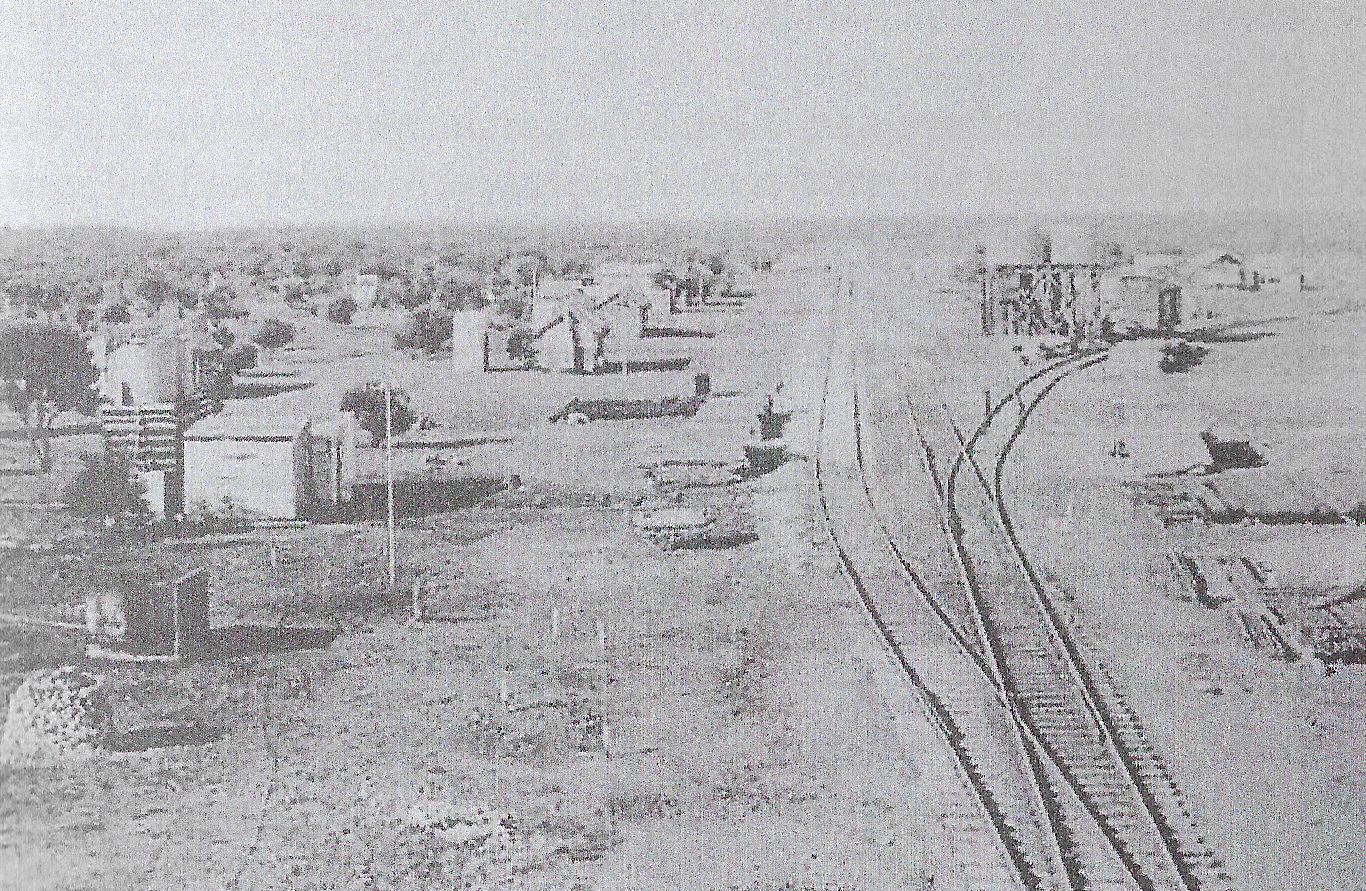
'Ooldea Siding' in 1919

Midden 1919 besloot Bates dat het haar plicht als toekomstig Protector was om de uitgehongerde Aborigines bij te staan die hun leefgebieden in centraal Australië vanwege de grote droogte verlieten, naar de permanente waterbron van Ooldea trokken en bij de passagiers van de 'Trans-Australian Express' om voedsel bedelden. Ze had reeds verscheidene overheden aangeschreven om op verschillende plaatsen langs de spoorweg hulp te voorzien, maar die negeerden haar oproep. Daarop riep ze de hulp in van rijke families uit Adelaide. Die zegden financiering toe als de situatie ter plaatse zo erg zou blijken als de rapporten beweerden. En dus trok Bates naar Ooldea Siding. Ooldea was een historische ontmoetingsplaats van de Aborigines. Ze hoopte er haar taalkundig onderzoek verder te zetten. Een andere reden die haar deed besluiten zich in Ooldea te vestigen was het tegengaan van de contacten tussen de aboriginesvrouwen en de 'low whites' die aan de spoorweg werkten of er langs zwierven.
Het nevenspoor 'Ooldea Siding' was gelegen nabij een waterbron boven een aquifer, de 'Ooldea Spring', die een belangrijke ontmoetingsplaats voor de Aborigines was. De bron lag vermoedelijk in het gebied van de Wirangu, al leefde ook de emoetotem-groep van de Kokatha in de nabijheid. Geen van beide groepen bestond toen nog volgens Reece. De Aborigines die er naar toe kwamen waren 'spinifex'-volkeren uit het noorden, gedreven door droogte of door nieuwsgierigheid naar de stoomtrein die als de regenboogslang werd aanzien. Bates arriveerde in Ooldea op 26 september 1919. Anthony Bolam was er toen stationschef en beheerde er het telegraafstation. Hij respecteerde de Aborigines en was een amateurfotograaf. Bolam ontving Bates bij haar aankomst. Bates en Bolam zouden later van mening verschillen over hoe de Aborigines het best te helpen. Bolam wilde dat ze boomerangs en dergelijke maakten om er geld mee te verdienen. Bates wilde de Aborigines niet in een toeristische attractie zien veranderen of de kwaliteit van hun gebruiksvoorwerpen zien achteruitgaan. Geldgebrek zorgde er echter voor dat Bolam het pleit won.
Niet lang na haar aankomst brak er een spoorstaking uit. Die duurde tot 21 december. Bates zette onverwijld haar campagne voort om tot 'Protector of Aborigines' benoemd te worden, om de Aborigines van de spoorweg vandaan te houden en om de kinderen van gemengde afkomst bij hun moeders weg te halen. Als teken van goede wil benoemde de overheid haar tot 'Justice of Peace'. In maart 1920 groeide het aantal Aborigines in Ooldea tot ongeveer honderdvijftig vanwege een initiatieceremonie.
In november 1920 vond er een zeer zware zandstorm plaats waardoor Bates bijna drie weken blind was. Ze reisde naar een oogarts in Perth. Bates zou er de Karrakatta Club voor het laatst bezoeken. Ook bisschop Gibney ontmoette ze toen voor het laatst.
Bates raakte in Ooldea meer geïnteresseerd in het verzamelen van artefacten dan in het verzamelen van woordenschat en stambomen. Ze was zelf geen echte verzamelaarster en stuurde de meeste stukken door naar verzamelaars, handelaars, het museum van Zuid-Australië en het museum van West-Australië. Enkele belangrijke stukken bewaarde ze echter zelf:
- 'Miri Burru', een door een kurdaitcha gebruikt bot om iemand door aanwijzing te doden;
- 'Guri-yarra', een paar beenderen, een plat mannelijk ('mama') en een rond vrouwelijk ('kung-ga');
- 'Müll'dharra', moordenaarspantoffels uit twijgen en emoeveren;
- 'Churinga', ceremoniële totemschilden, en 'Inma', ingekerfde totemstenen, die Bates werden toevertrouwd door de laatste leden van uitstervende groepen.

Bates betreurde de teloorgang van de kunst om de voorwerpen te vervaardigen zoals het hoorde. Ze verbood haar Aborigines aanvankelijk om de voorwerpen na te maken, gebruik makend van westerse gereedschappen, en ze aan de passagiers van de passerende treinen te verkopen. Op die manier maakte ze de Aborigines bewust of onbewust van haar afhankelijk. Bates probeerde ook het opvoeren van niet-authentieke corroborees met Europese invloeden tegen te gaan.

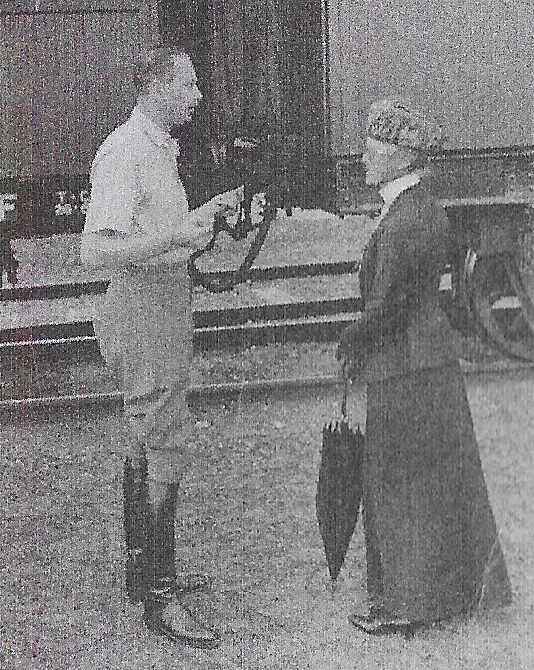
Bezoek hertog van Gloucester te Ooldea in 1934

Bates was een christen maar haar geloof was persoonlijk. Ze bezat een bijbel maar maakte in haar briefwisseling nooit gebruik van bijbelcitaten. Naar het werk van Charles Dickens refereerde Bates wel overvloedig in haar briefwisseling. Ze geloofde dat de Australische jeugd spirituele kracht uit de personages uit Dickens' werk kon halen. Bates geloofde ook in het Britse Rijk, de Britse monarchie en het ten dienste staan daarvan. De hoogtepunten van haar tijd in Ooldea waren dan ook de bezoeken van de prins van Wales in 1920 en van de hertog van Gloucester in 1934.
Andere bezoeken die Bates ontving te Ooldea waren:
- haar zoon Arnold, volgens De Vries verbood Bates hem toegang tot haar kamp omdat de Aborigines nooit zouden geloofd hebben dat hij haar zoon was. Arnold zou daarna alle verdere contact hebben geweigerd;
- C.L. Ruxton, in augustus 1921, schreef na een vijfdaags bezoek een artikel voor de Sunday Times en in 1923 het profielartikel The Great White Queen of the Never-Never Lands in Woman's World;
- Olive Pink, in 1926, raakte geïnteresseerd in de Aborigines, leerde het veldwerk van Bates en zou haar werk verder zetten bij de Aborigines in centraal Australië, maar geloofde niet zoals Bates in het verdwijnen van de aboriginescultuur;
- Ernestine Hill, in 1932, zou Bates helpen haar iconische status te verkrijgen door haar met Hester Stanhope te vergelijken, en haar later bij het schrijven van The Passing of the Aborigines bijstaan.[101]

Tegen oktober 1926 was de 'Ooldea Spring' zo goed als opgedroogd. Volgens Bates doordat bij het aanleggen van waterputten de kleilaag was doorboord. Hierdoor stopten minder treinen in Ooldea. De rantsoenering van de Aborigines verhuisde naar Tarcoola. Bates besteedde veel tijd en energie om water uit de watertanks te gaan halen. Ze liet uiteindelijk een karretje maken in Port Augusta.
Als er geen bezoek was of er geen Aborigines in de buurt waren zocht Bates het gezelschap van dieren zoals de bergduivel op. Of ze zong liedjes met de vogels rondom haar. Sommige dieren gaf ze namen. Volgens Bates wisten de Aborigines welke dieren de hare waren zodat ze niet werden opgegeten of verkocht. (De Aborigines verkochten onder meer bergduivels aan de treinreizigers.) Ze zond verscheidene planten- en reptielenspecimen naar het Australian Museum en het British Museum.
Na de moord op vijf Japanse vissers door Aborigines in het Noordelijk Territorium vroegen de overheden Bates om advies. Volgens Reece reisde ze over Melbourne naar Canberra. Volgens Lomas stelde ze zelf voor om advies te verlenen en reisde ze over Adelaide. Bates verbleef drie weken in Canberra en ontmoette er verscheidene ministers en ambtenaren. Ze stelde de benoeming van een hoge commissaris voor en zag zichzelf in die rol. Hoewel haar idee naar eigen zeggen enthousiast werd onthaald, werd de jonge antropoloog Donald Thomson aangeduid om de zaak ter plaatse te onderzoeken.
Tijdens Bates' verblijf in Canberra had Annie Lock met hulp van de Zuid-Australische overheid in Ooldea een missiepost van de 'United Aborigines' Mission' opgezet. Toen Bates rond 22 september 1933 terug in Ooldea arriveerde stond ze voor een verrassing. De missiepost had het verdelen van rantsoenen en medicijnen van Tarcoola overgenomen en veel van haar Aborigines ('my natives') verbleven nu daar. De langs de 'Trans-Australian Railway' dwalende Aborigines werden er naar toe gebracht.
Lock bracht Bates een bezoek maar Bates wilde enkel schriftelijk communiceren. De visies van beide dames stonden haaks op elkaar. Locke was in tegenstelling tot Bates een voorstander van de integratie van de Aborigines in de blanke samenleving. Ze wilde de Aborigines met de westerse geneeskunde verzorgen. Bates wilde ze middels haar 'hush hush'-methode helpen. Wat beide dames volgens Lomas wel gemeen hadden was hun gevoel van culturele en ethische superioriteit.
In mei 1934 reisde Bates naar Adelaide om er haar onderscheiding als 'Commandeur in de Orde van het Britse Rijk' (CBE) te ontvangen. Ernestine Hill schreef er een gloedvol stuk over. Vervolgens begon Bates het bezoek van de hertog van Gloucester voor te bereiden. Het was pas na de dood van Jack Bates in april 1935 dat Bates haar eigen sterfelijkheid onder ogen zag en besloot Ooldea te verlaten. Ze trok naar Adelaide om er samen met Ernestine Hill een artikelenreeks over haar leven tussen de Aborigines, My Natives and I, en een boek, The Passing of the Aborigines, te schrijven.

### Latere leven
Op 4 januari 1936 verscheen het eerste artikel in de reeks My Natives and I. Daarin werd Bates' imaginaire jeugd verhaald. Drie maanden lang verschenen de artikelen in Adelaide en werden overgenomen door verscheidene andere Australische kranten. Het afsluitend artikel behandelde de 15 jaar in Ooldea. De reeks was een nationaal succes. In mei 1937 zette Bates haar tent op langs de Murray in Loxton. The Passing of the Aborigines werd in november 1938 in Londen voor het eerst uitgebracht. Bates kon het niet lezen want ze had weer oogproblemen. Het boek werd een wereldwijd succes maar zou pas in 1946 in Australië worden uitgebracht. De federale regering dacht er zelfs aan Bates op wereldtournee te sturen naar Groot-Brittannië en de Verenigde Staten.
Eind 1940 keerde Bates terug naar Adelaide en begon er haar werk te ordenen om het aan de nationale archieven te schenken. De federale regering kende haar 2 £ per week toe om haar manuscripten, notitieboekjes, woordenschatten en kaarten van de grenzen van de leefgebieden van de Aborigines in orde te brengen. Bates schonk haar werk tijdens een plechtige ceremonie in februari 1941 te Canberra aan de nationale bibliotheek van Australië. Ze had ook gehoopt een eredoctoraat te worden toegekend om haar werk meer geloofwaardigheid te bezorgen maar dit gebeurde niet. De eenentachtigjarige Bates kon niet aarden in de twintigeeuwse stad en eind april 1941 zette ze haar tent op aan de 'Wynbring Siding'. De omstandigheden waren er nog zwaarder dan in Ooldea. Haar dagboeken verbrandde ze volgens Reece omdat ze de nieuwe tijd niet vertrouwde. Volgens De Vries ging Bates uit financiële noodzaak terug in een tent wonen en verbrandde ze haar persoonlijke documenten omdat ze niet wilde dat haar echte afkomst ooit zou uitkomen. Om de twee weken stopte er een trein die voorraden loste en post verzorgde. Langzaamaan raakte het nieuws van haar verblijf in Wynbring bekend maar Bates kon de oude Aborigines niet meer verzorgen en raadde hen aan terug te keren naar de missie in Ooldea. De jonge Aborigines hadden te veel slechte gewoonten van de 'lowest whites' overgenomen en verdroeg ze ook niet meer in haar nabijheid. In november 1943 werd haar watertoevoer onderbroken.
Bates fysieke en mentale toestand was in Wynbring zo achteruit gegaan dat ze in 1945 in het ziekenhuis van Port Augusta diende te worden opgenomen. Ze werd vervolgens naar een ziekenhuis in Adelaide overgebracht. Bates vluchtte er weer weg. Ze nam een bus naar Streaky Bay waar ze in hotels verbleef. Bates liep er verloren in de paar straten die het plaatsje groot was. Ze ontmoette er enkele Aborigines die haar nog kenden. In juni 1946 schreef Bates de West-Australische overheid aan met de vraag haar terugkeer naar West-Australië te regelen in de hoop in de Karrakatta Club onderdak te vinden maar dat werd geweigerd. In 1948 ging Bates bij Beatrice Raine in Adelaide inwonen. Ze probeerde haar zoon te contacteren maar hij bleef alle contact weigeren. Eind 1949 werd Bates in 'The Sanatorium Hospital' opgenomen. Op 18 april 1951 stierf ze daar op 91-jarige leeftijd.

### Kannibalisme

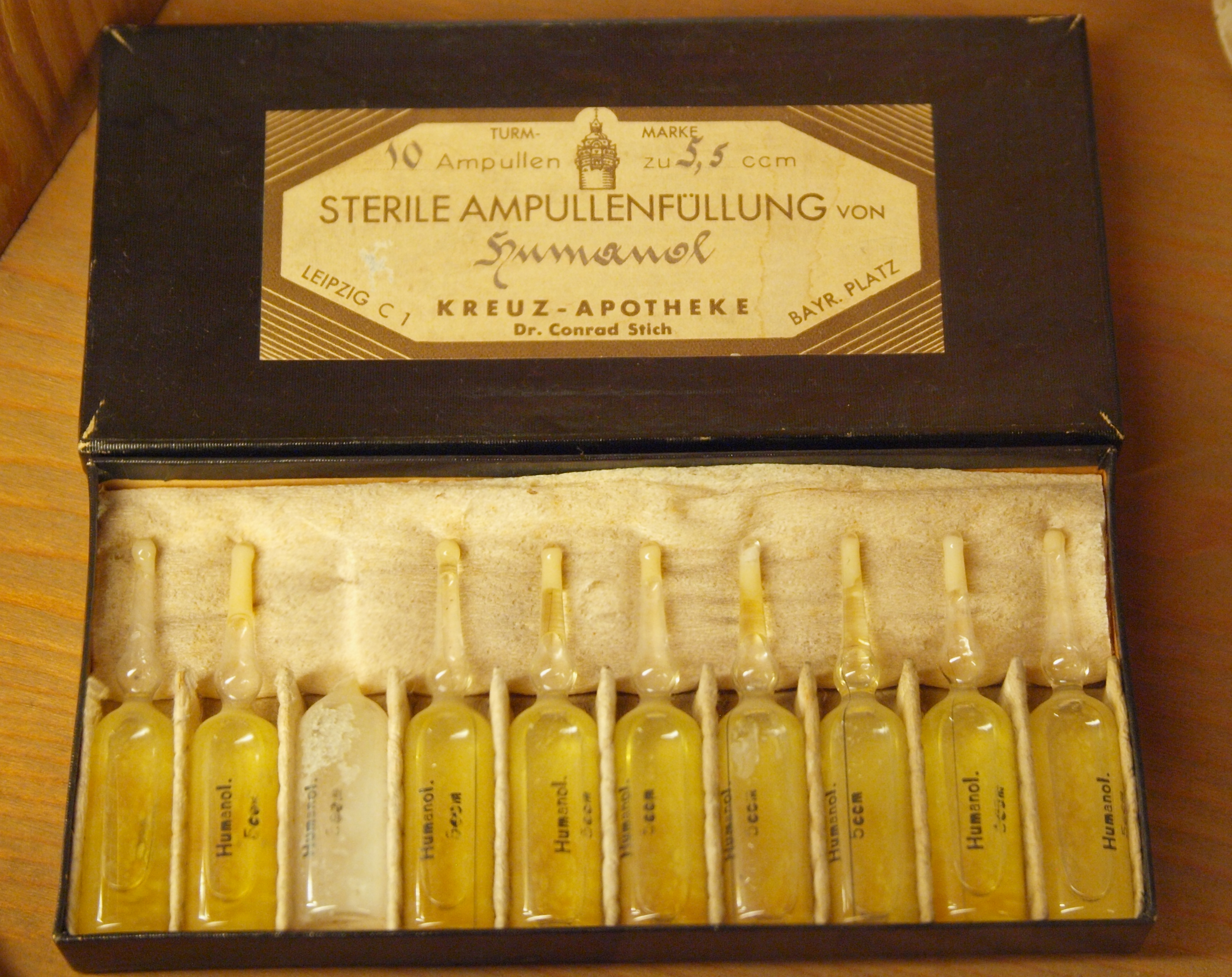
Humanol

Reeds tijdens haar eerste reizen in West-Australië leerde Bates over kannibalisme bij de Aborigines waarna ze het in haar artikels begon te vermelden. Tijdens haar bezoek aan de okermijn van Milga Mia ontmoette ze Nyooneemurra, een aboriginesman die haar veel woordenschat en informatie over de gewoonten en praktijken van de Aborigines leverde. Op haar vraag of er van kannibalisme bij de Aborigines sprake was antwoordde hij dat lang geleden het niervet werd gegeten. Lomas voegt eraan toe dat menselijk vet ook in Europa tot in het begin van de 20e eeuw als medicijn werd ingenomen, onder de merknaam Humanol.
Op 6 augustus 1921 verscheen een lang artikel van haar hand in The Australasian dat nogal wat controverse veroorzaakte. Volgens zowel Reece als Lomas schreef Bates de sensationele artikelen omdat ze goed geld opbrachten. Bates beweerde dat ze een aboriginesvrouw die zwanger was de woestijn in volgde en de beenderen van haar baby vond. In 1928 zou ze een bebloede zak hebben gevonden waarin mensenvlees was bewaard. In 1932 arriveerde een groep Anangu in Ooldea voor een ceremonie te Tarcoola. Volgens Bates had de jonge mensen in de groep hun ouders tijdens de lange reis naar het zuiden opgegeten om te overleven. In 1930 zou volgens haar op een halve kilometer van haar kamp weer een baby zijn gedood en opgegeten. Volgens De Vries was ze niet de enige die in die tijd over kannibalisme schreef. R.D Joynt, een missionaris uit het Noordelijk Territorium, lijstte mensenvlees op onder de dingen die Aborigines aten. De Noorse wetenschapper Carl Lumholtz schreef het droge wetenschappelijke boek Among Cannibals.
Volgens J.B. Cleland, een professor pathologie aan de universiteit van Adelaide werd Bates op het verkeerde been gezet door informanten die haar vertelden wat ze wilde horen. Volgens Reece is dit niet geloofwaardig vermits Bates daar als ervaren veldwerker op voorbereid was. Cleland ging er net als Reece en Lomas van uit dat Bates er als journaliste een schepje bovenop deed om de verkoop te bevorderen. Een beperkt geritualiseerd kannibalisme kwam volgens de eminente antropoloog Walter Baldwin Spencer inderdaad voor. Maar om de vooroordelen van het publiek niet te voeden en omdat liefdadigheidsinstellingen waarschijnlijk liever geen geld besteden aan de studie van en hulp aan kannibalen werd daar beter over gezwegen. Vele wetenschappers gingen dan ook tegen Bates in wat haar volgens Reece enkel koppiger maakte en meer deed overdrijven. Bates zond enkele keren beenderen voor onderzoek naar het South Australian Museum. Een keer bleek het om de resten van een huiskat te gaan. In 1932 waren het menselijke beenderen.
Volgens De Vries waren Bates' obsessies waaronder kannibalisme het resultaat van vasculaire dementie als gevolg van ondervoeding. Op latere leeftijd werd Bates soms 'Granny Crackpot' genoemd vanwege haar daaruit voortvloeiende excentrieke gedrag.

### Kinderen van gemengde afkomst
Het overheidsbeleid bestond er in die tijd uit kinderen van gemengde afkomst bij hun moeders weg te halen en in missies onder te brengen. Reeds tijdens haar eerste reizen naar het noordwesten verklikte Bates kinderen van gemengde afkomst bij de plaatselijke politie. In 1914 in Fowler's Bay schreef ze een kortverhaal over de kinderen van gemengde afkomst. De kinderen werden in het verhaal - net als in de werkelijkheid - noch door de blanke, noch door de aboriginessamenleving aanvaard. Bates kende de moeilijke situatie waarin de kinderen leefden. Ze zag bij de Aborigines dat de meisjes van gemengde afkomst altijd de laatsten waren die te eten kregen en de eersten waren om te worden uitgeleend voor seks in ruil voor drank. Bates zou zich altijd verzetten tegen de omgang van aboriginesvrouwen met wat ze de 'low whites' noemde. In Ooldea mochten de kinderen van gemengde afkomst haar kamp niet binnen. Aboriginesvrouwen en -meisjes die met blanke mannen omgingen werden genegeerd en rantsoenen ontzegd ('Send to Coventry') om ze op andere gedachten te brengen. Ze wreef de kinderen de fouten van hun vaders, de 'low whites', aan.
Bates botste verscheidene malen met William Harris over haar kijk op de mensen van gemengde afkomst. Harris, zelf van gemengde afkomst, was een hevige tegenstander van de 'Aborigines Act' van 1905 en had in april 1913 een voorstel om de Aborigines op de veestations in de Kimberley te segregeren bestreden. In 1921 viel hij Bates aan nadat ze een voorstel voor de vorming van een 456.000 vierkante kilometer groot reservaat in centraal Australië bekritiseerde en ijverde voor een patrouille om de instroom van Aborigines in het bewoonde West-Australische deel ervan tegen te gaan. Harris schreef dat ze van het reservaat een gevangenis wilde maken, dat blanken en Aborigines konden overeenkomen en dat kinderen van gemengde afkomst wel konden opgeleid worden tot volwaardige burgers. Bates antwoordde hierop dat "op enkele uitzonderingen na de enige goede halfbloeden dode halfbloeden zijn". In 1928 kwam het nog eens tot een hoogoplopende discussie tussen Bates en Harris.
Bates was er fier op dat van 1920 tot 1934 onder haar waakzame oog in Ooldea geen kinderen van gemengde afkomst werden geboren. Volgens De Vries veranderde ze in Ooldea uiteindelijk wel haar visie over het onderbrengen van kinderen van gemengde afkomst in missies en verborg hen in haar tent als de politie of sociale werkers hen kwamen halen.

### 'Hush Hush'-verpleging
Bates hield haar methode van verpleging verborgen, 'hush hush'. De enige keer dat ze er volgens Lomas over schreef was in het artikel Measles in the Camp. Nochtans is er in The Passing of the Aborigines een heel hoofdstuk aan gewijd. Bates was ervan overtuigd dat de Aborigines beter in hun eigen omgeving en met hun eigen middelen dan in een ziekenhuis werden verzorgd.
Bates maakte gebruik van de goedgelovigheid van de Aborigines. Ze had dit geleerd toen ze onder Ada Freer voor het tijdschrift Borderline werkte. Magie, een positieve ingesteldheid en massages met olijfolie waren haar belangrijkste geneesmiddelen. Ze kon de Aborigines overtuigen dat haar magie slechte magie kon verdrijven. Bates maakte ook gebruik van de geneeskunde die ze van de Aborigines had geleerd, zoals de vlam van een vuur bij pijnlijke plaatsen houden of de hars van de Acacia acuninata te eten geven bij diarree. Hoe minder contact de Aborigines met de beschaving hadden hoe beter haar methode werkte, beweerde ze.
Tijdens haar eerste bezoek aan de Beagle Bay-missie leerde Bates van monnik Alphonse een zalf maken tegen syfilis, een veelvoorkomende geslachtsziekte. Daarnaast maakte ze haar grootmoeders traditionele hoestsiroop met honing, brandewijn, citroen, olijfolie, suiker en azijn. Zelf dronk ze champagne als ze last had van diarree.

## Nalatenschap
Bates liet een zoon, kleinzoon en kleindochter met wie ze geen contact meer had na. Haar werk werd ondergebracht bij de nationale bibliotheek van Australië, het museum van West-Australië en het museum van Zuid-Australië. In haar testament liet ze al haar bezit en de rechten op haar werk aan de Aborigines na.
'Mount Daisy Bates' in de Shire of Ngaanyatjarraku werd door Frank Hann naar haar vernoemd. Margaret Sutherlands The Young Kabbarli is een opera uit 1964 die door Bates' leven werd geïnspireerd.
In 1985 werd Bates' belangrijkste werk, The Native Tribes of Western Australia, bewerkt door antropologe Isobel White, postuum uitgegeven. In 1988 werd naar aanleiding van het tweehonderdjarig bestaan van Australië een gedenkplaat nabij de bibliotheek van Roscea in 'Green Street' onthuld. In 2005 werd Bates genomineerd als een van 's werelds belangrijke vrouwelijke schrijfsters van reisbeschrijvingen, voor haar verslag three thousand miles in a side saddle over de tocht waarbij ze vanuit het noordwesten van West-Australië vee zuidwaarts had helpen drijven.

## Galerij

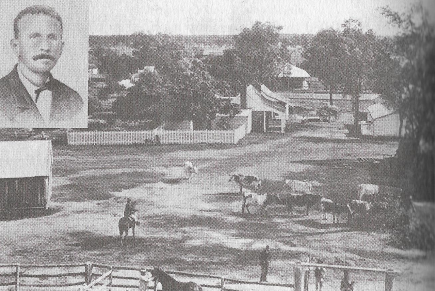
Fanning Downs Cattle Station rond 1880 met links boven Frederick Hamilton
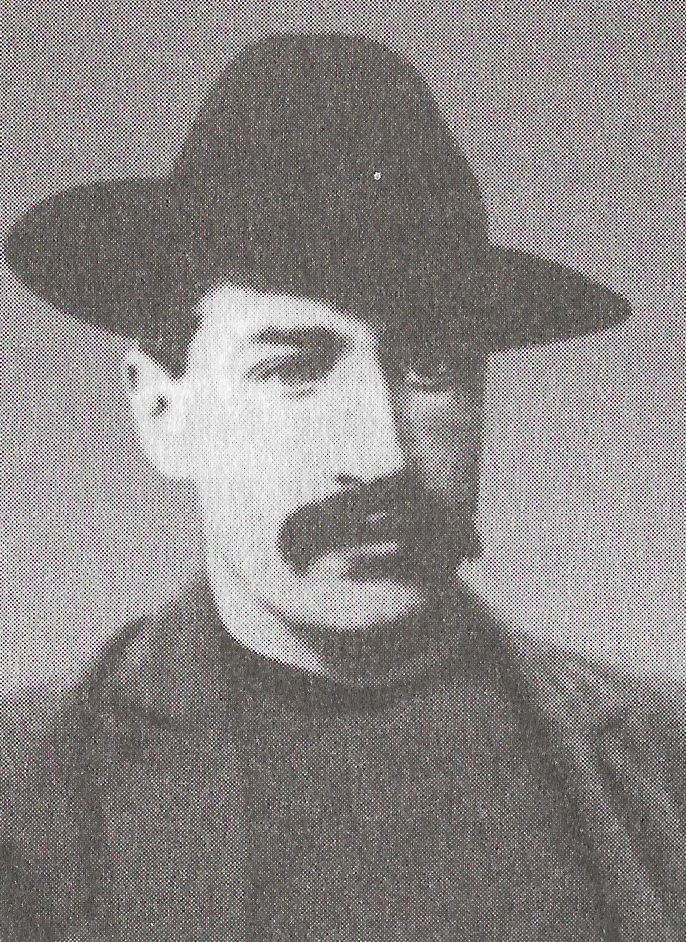
Jack Bates
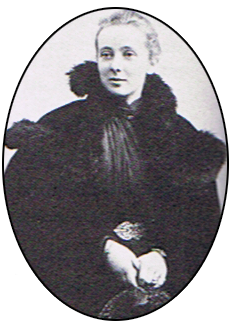
Ada Freer
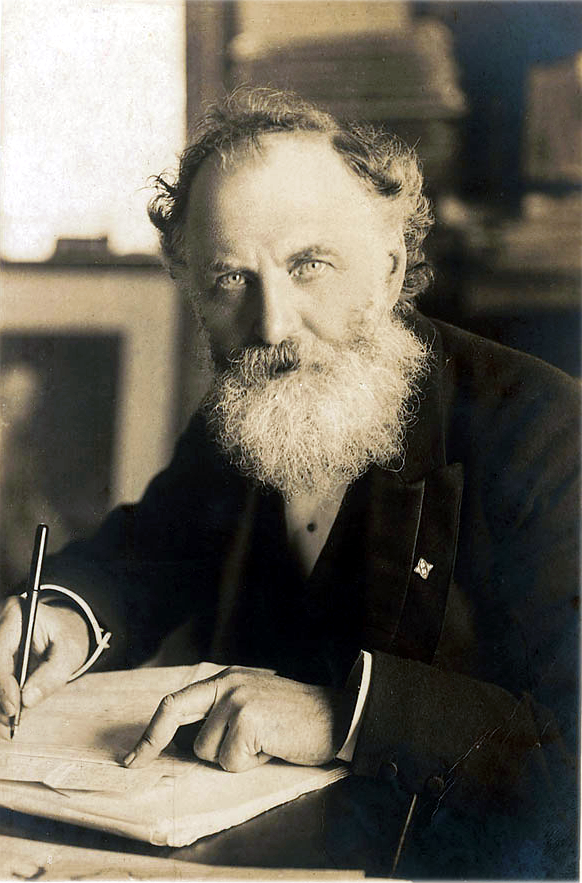
W.T. Stead
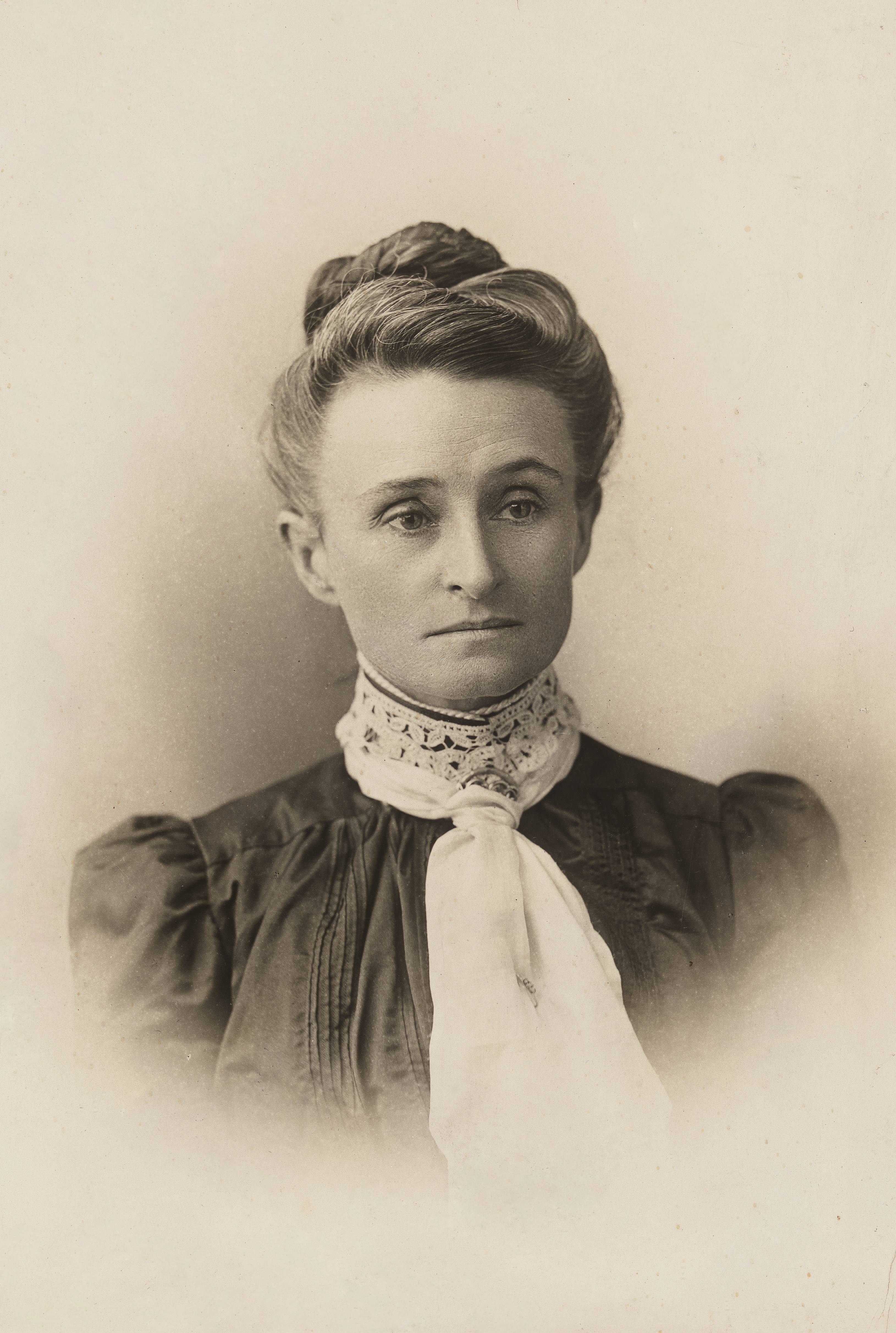
Edith Cowan
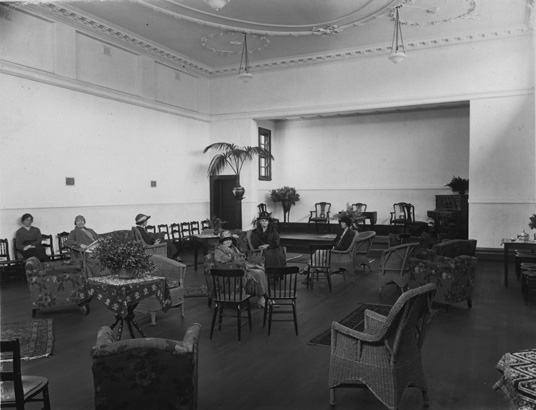
Karrakatta Club
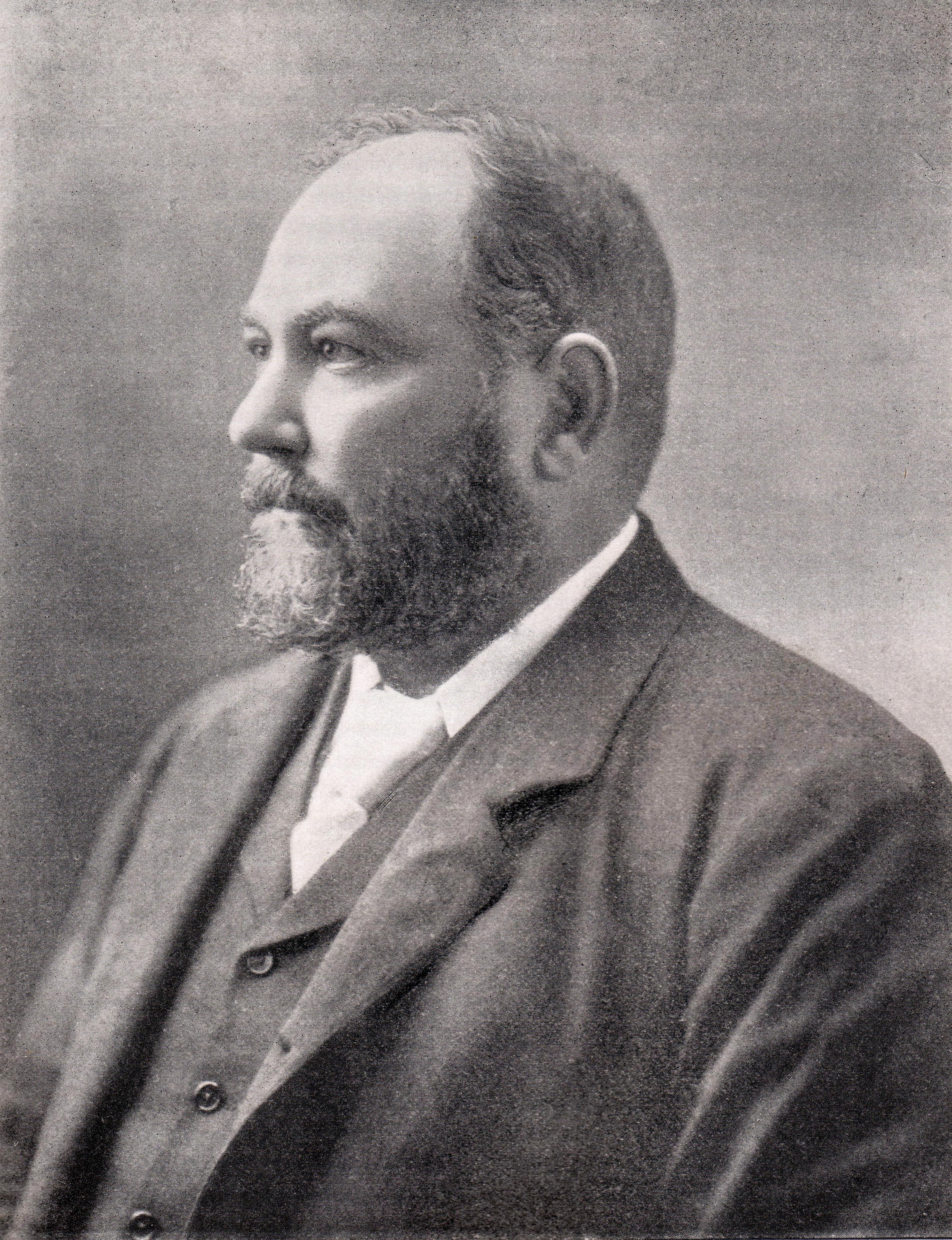
John Forrest
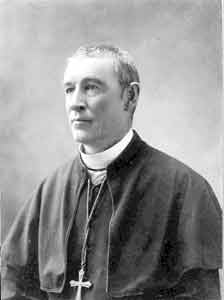
bisschop Gibney
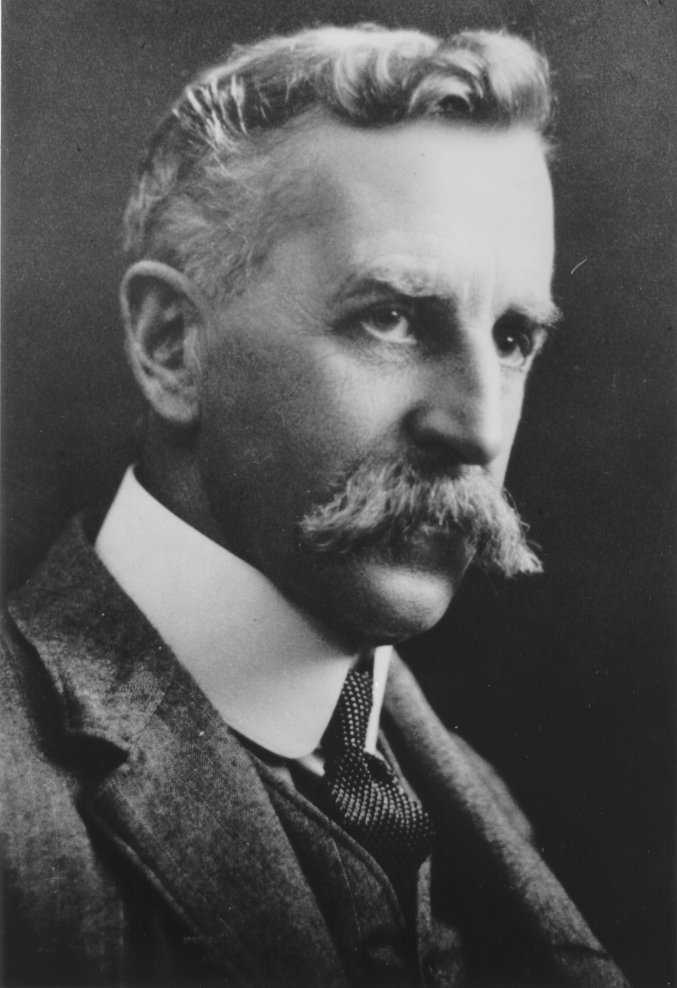
Baldwin Spencer
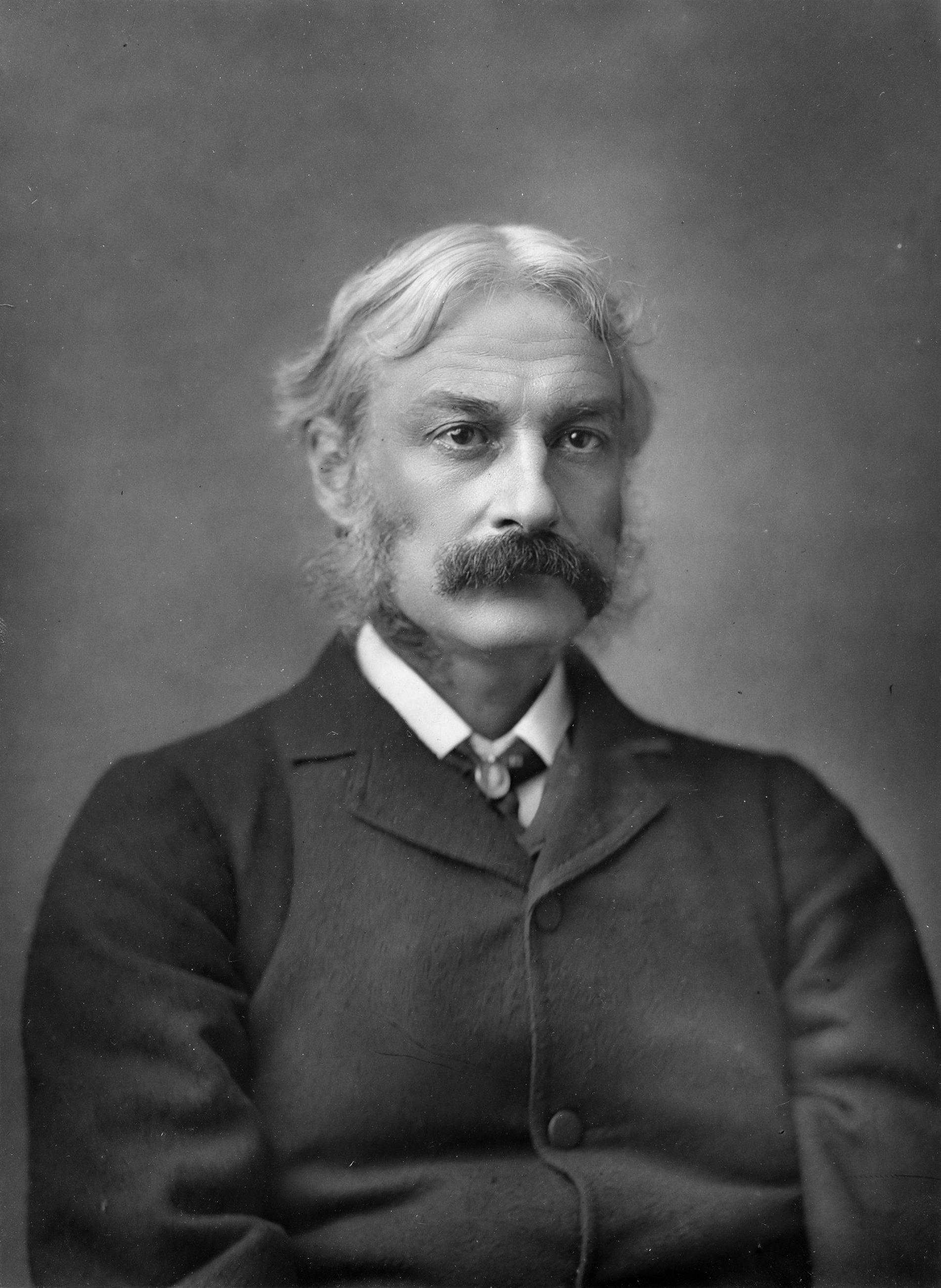
Andrew Lang
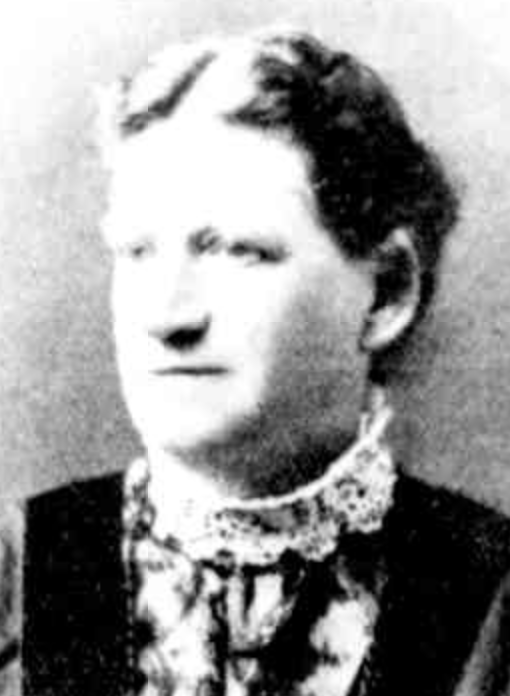
Georgina King
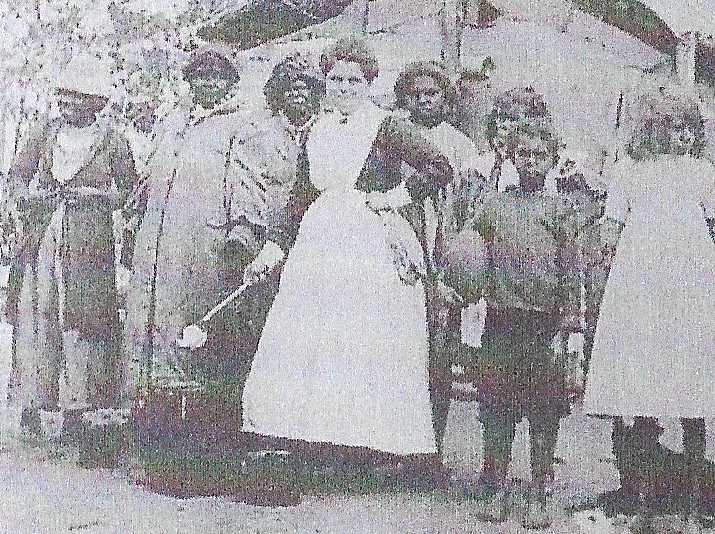
Annie Lock
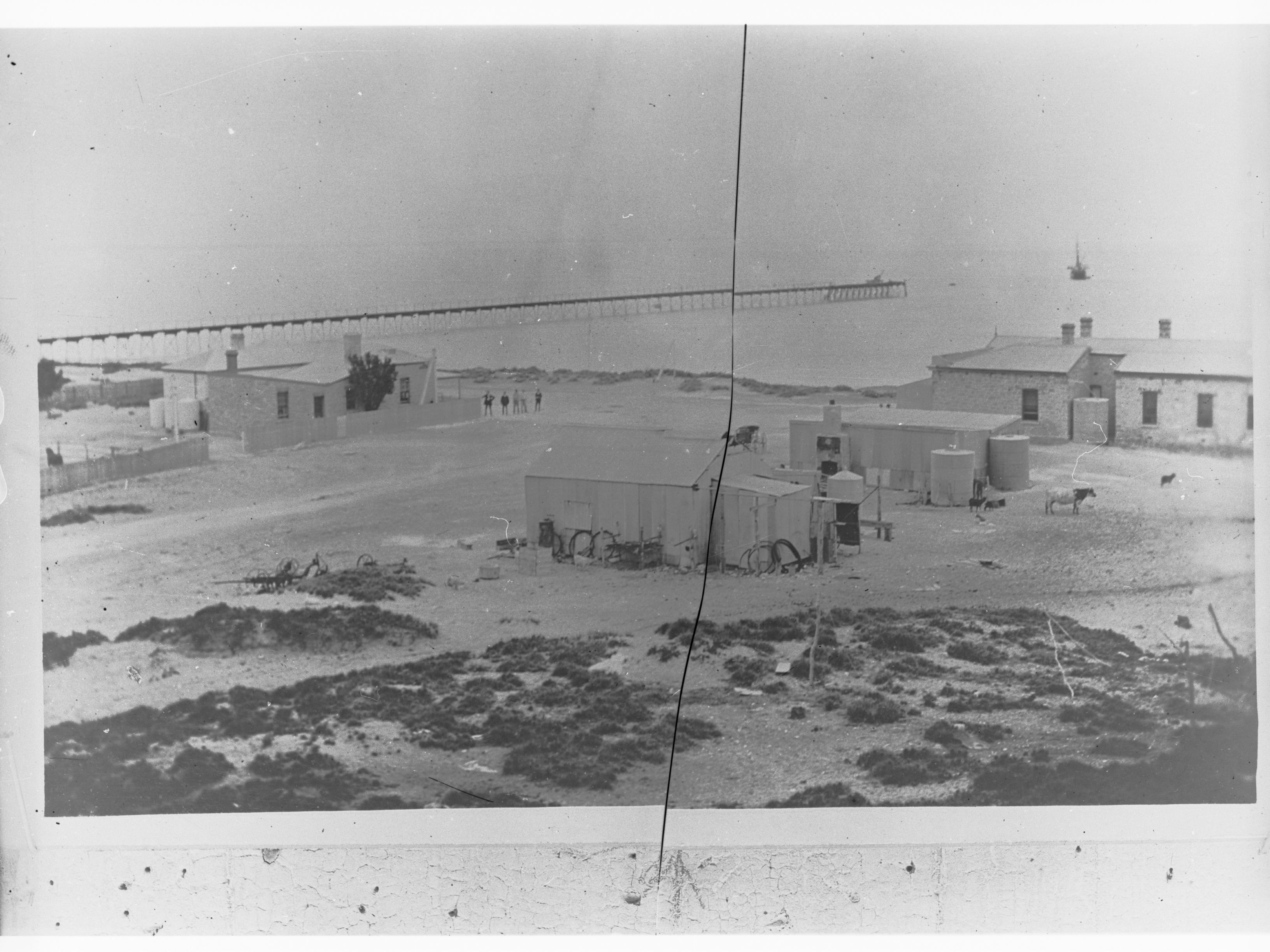
Fowler's Bay rond 1915
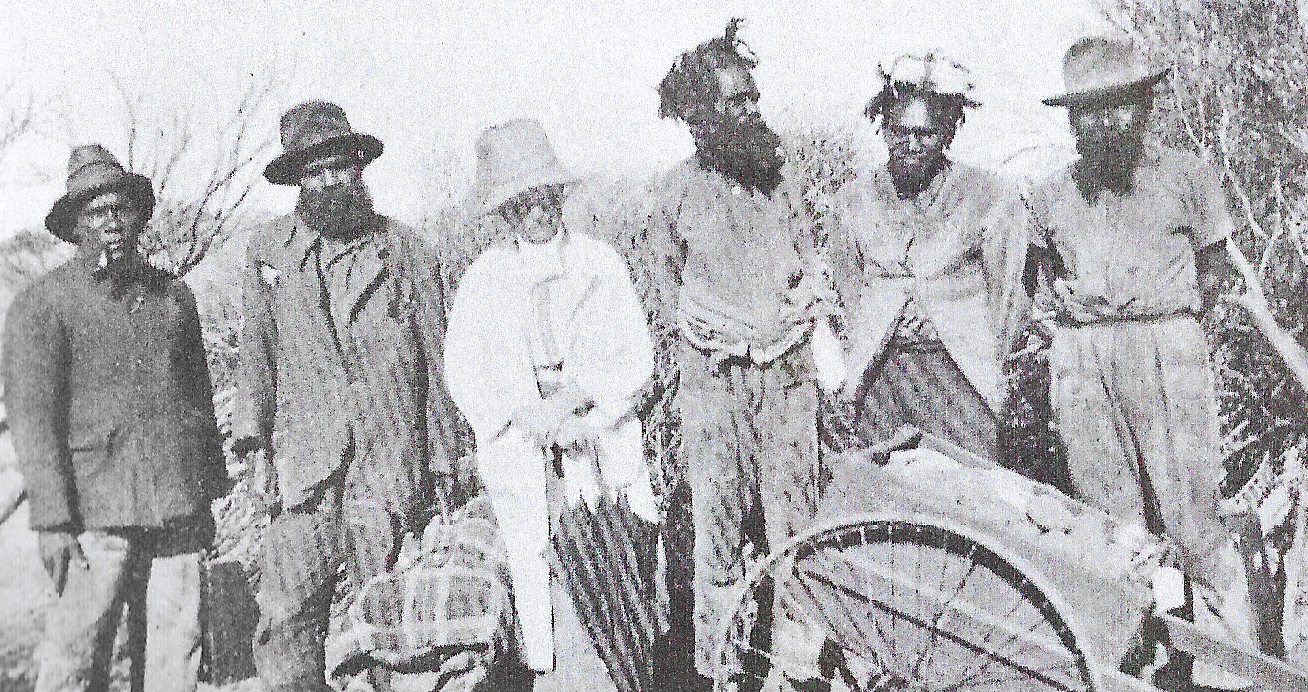
Bates en haar kar om water te halen
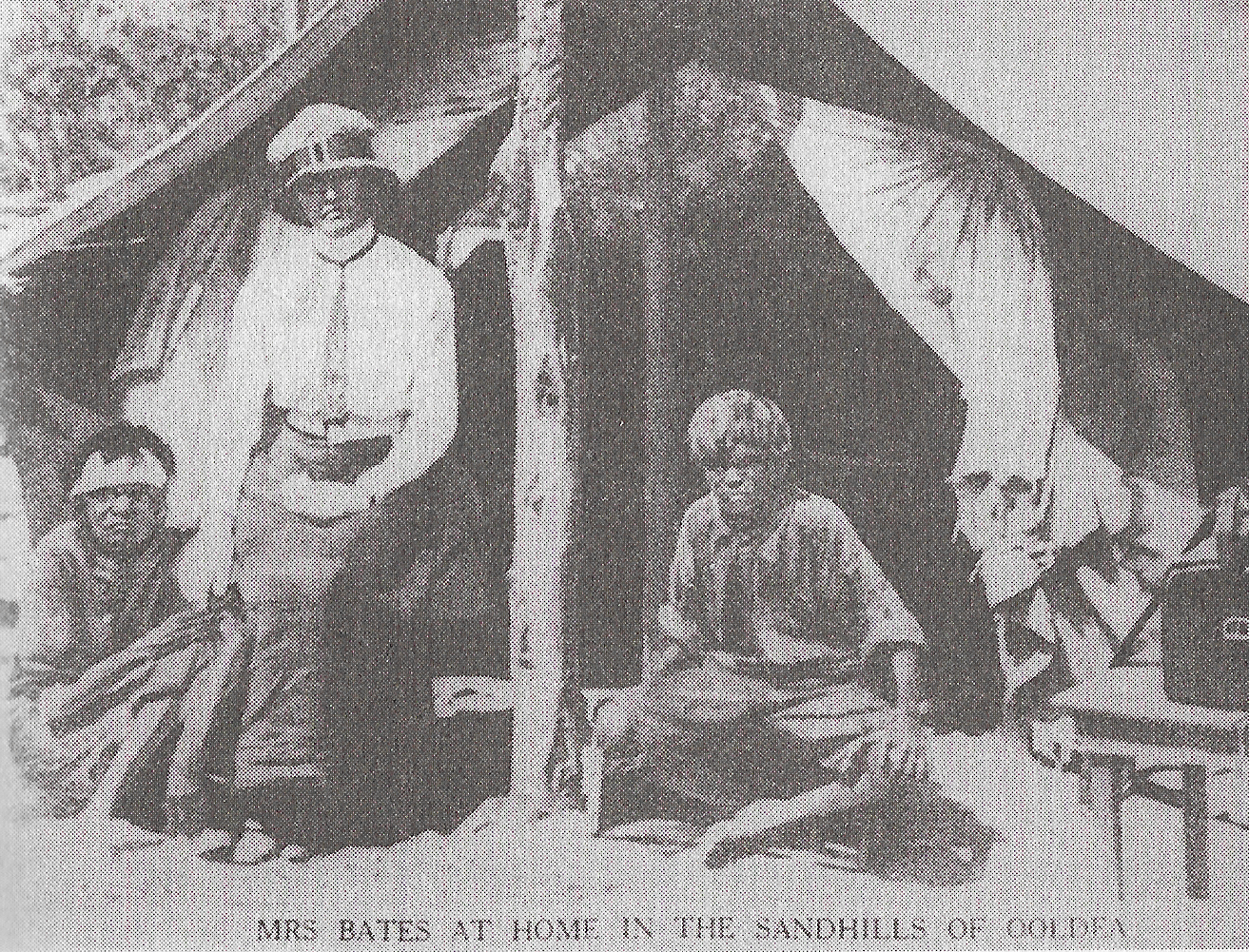
Bates in Ooldea (foto door Bolam)
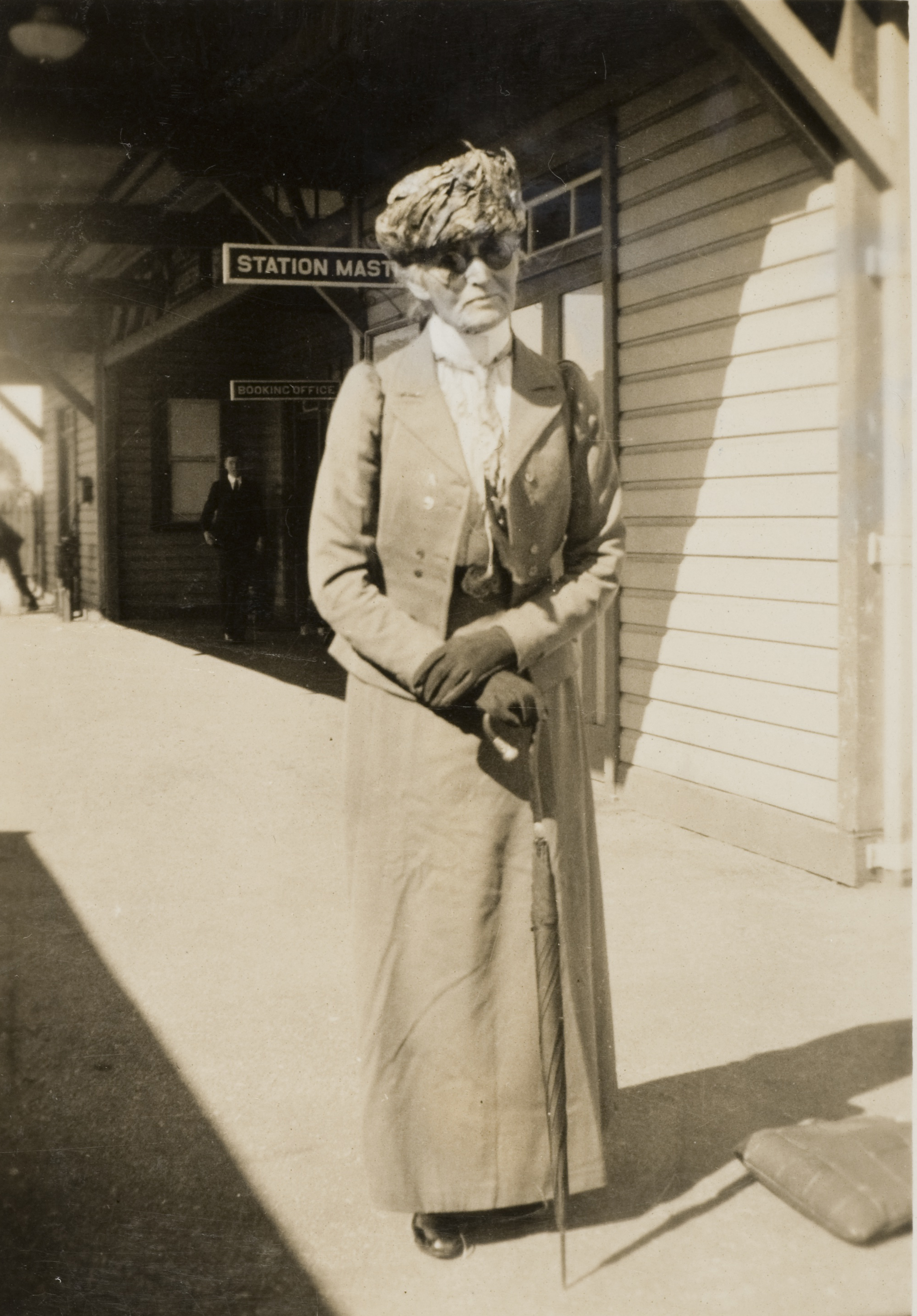
Bates in 'Canberra Station' in 1933
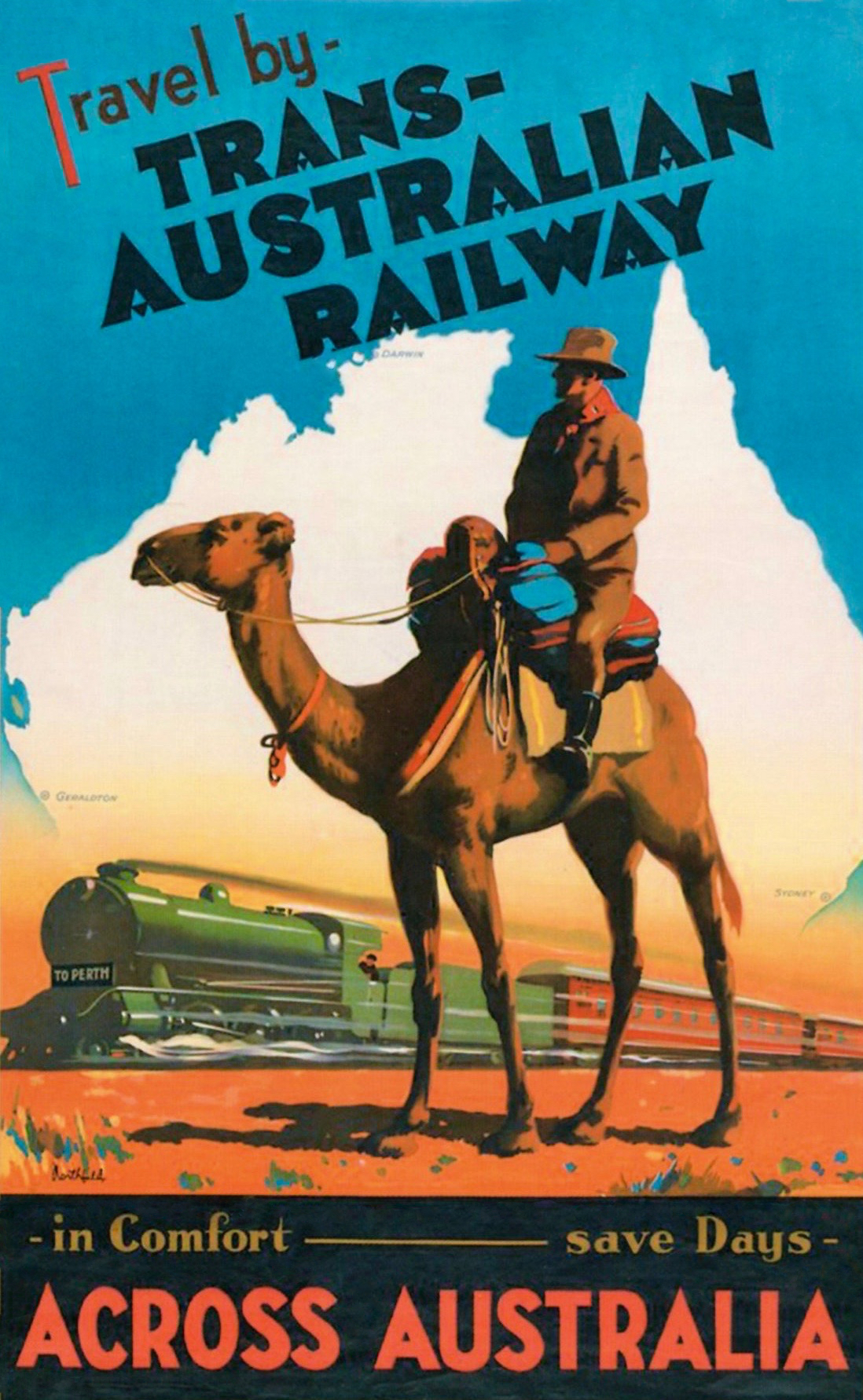
Trans-Australian Railway-poster
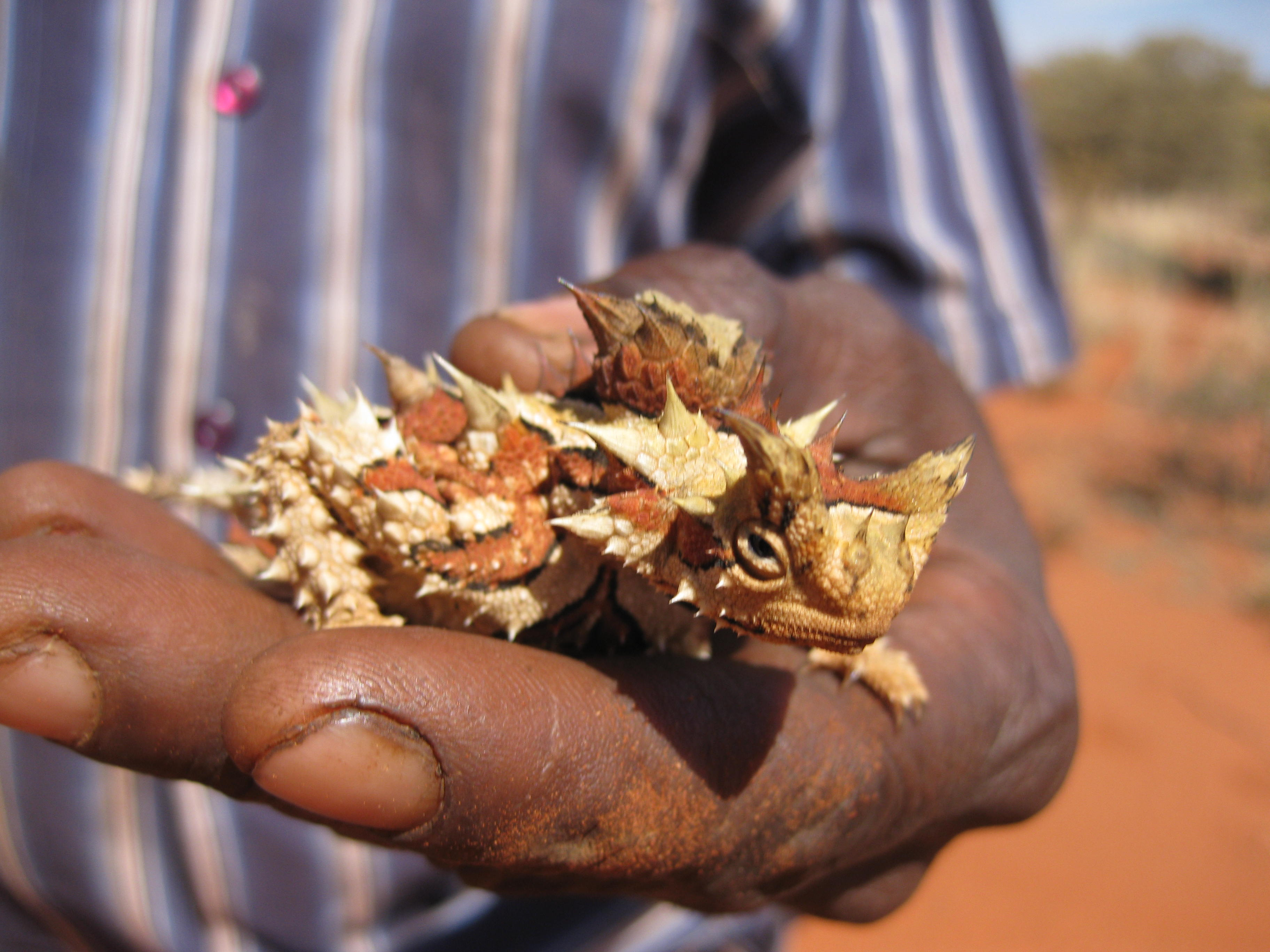
bergduivel
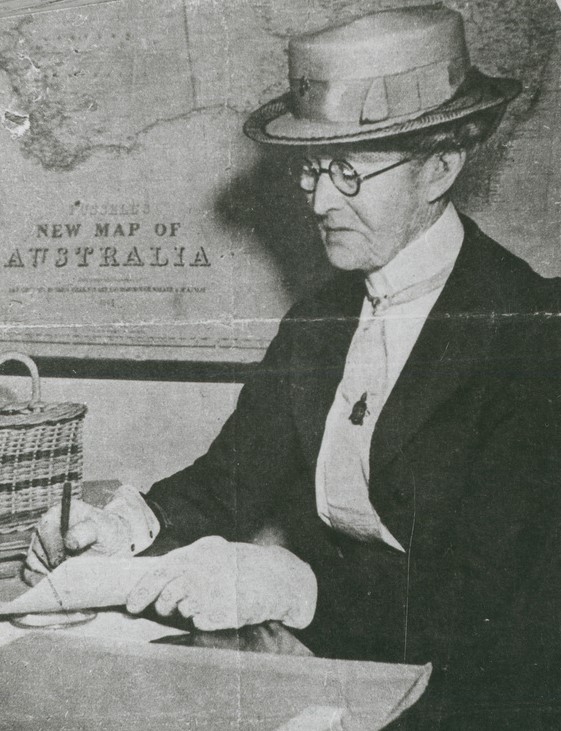
Bates in 1938
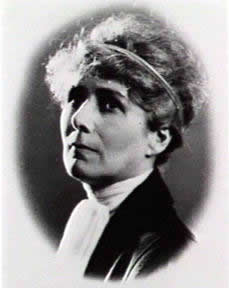
Olive Pink
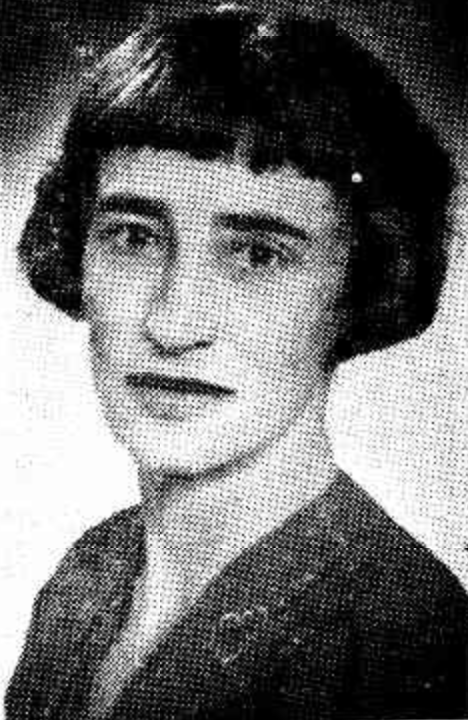
Ernestine Hill
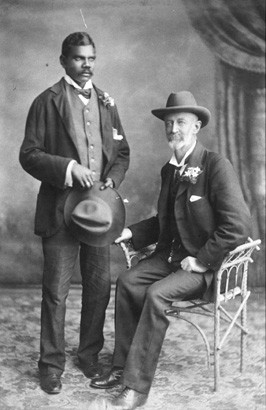
Frank Hann (rechts)

## Tijdlijn
| 16 oktober 1859      | Bates' geboorte te Roscrea in Ierland |
| 20 februari 1864     | Bates' moeder sterft aan tuberculose, haar vader hertrouwt nog dat jaar, emigreert naar de Verenigde Staten maar sterft tijdens de overtocht |
| 2 november 1882      | Bates scheept in op de SS Almora met Australië als bestemming                                                                                |
| 14 januari 1883      | Bates arriveert in Townsville |
| 13 maart 1884        | huwelijk met Edwin Henry Murrant (later bekend als Breaker Morant)                                                                           |
| 17 februari 1885     | huwelijk met Jack Bates |
| 10 juni 1885         | huwelijk met Ernest Baglehole |
| 26 augustus 1886     | geboorte van Bates' zoon Arnold Hamilton Bates                                                                                               |
| 18 februari 1894     | Bates scheept in op de Macquarie met Engeland als bestemming, zonder Jack en Arnold                                                          |
| 7 september 1899     | Bates arriveert in West-Australië |
| oktober 1899         | ontmoeting met Edith Cowan en Lady Onslow, werd lid van de Karrakatta Club                                                                   |
| 2 maart 1900         | inscheping op de SS Sultan met Cossack en het noordwesten van West-Australië als bestemming                                                  |
| 19 juli 1900         | terug naar Fremantle aan boord van de SS Australind                                                                                          |
| 17 augustus 1900     | inscheping op de SS Karrakatta met Port Hedland, Broome en de missie van Beagle Bay als bestemming                                           |
| 3 december 1900      | terug naar Fremantle aan boord van de SS Saladin                                                                                             |
| 24 juli 1901         | bezoek van de hertog en hertogin van York-Cornwall te Perth                                                                                  |
| eind februari 1902   | terug naar het noordwesten |
| 21 november 1902     | terug naar Fremantle aan boord van de SS Sultan                                                                                              |
| 8 december 1903      | reis als journaliste naar de goudvelden aan de Murchison en in het oosten                                                                    |
| 3 mei 1904           | start project studie van de Aborigines in West-Australië                                                                                     |
| oktober 1905         | lezing Aborigines of Western Australia in het Perth Museum                                                                                   |
| april 1906           | 'Aboriginal Act 1905' treedt in werking |
| 2 april 1907         | bezoek van gouverneur Frederick Bedford aan Bates in Ma'amba                                                                                 |
| april 1908           | Bates vraagt aan de nieuwe 'Chief Protector' om 'Protector of Aborigines' te worden, ze krijgt een treinabonnement en drie maanden reisgeld  |
| 27 juni 1908         | bekende foto genomen met Bates en Aborigines voor de winkel van Frederick Piesse in Katanning                                                |
| 7 augustus 1908      | begin treinreis met de 'Kalgoorlie Express' waarbij alle dorpen langs de Eastern Goldfields Railway werden bezocht                           |
| 11 november 1908     | aankomst de Dongara na treinreis vanuit Geraldton waarbij alle dorpen onderweg werden aangedaan                                              |
| eind 1909            | Bates verstuurt de eerste delen van het manuscript van de studie over de Aborigines naar Andrew Lang in Londen                               |
| september 1910       | Alfred Brown arriveert in Perth |
| 13 oktober 1910      | inscheping Bates, Brown en Watson op de SS Hobart met Geraldton als bestemming                                                               |
| 12 november 1910     | de SS Goorgon verlaat Geraldton met Carnarvon en de eilanden Dorre en Bernier als bestemming                                                 |
| 9 april 1911         | terugreis naar Fremantle aan boord van de SS Paroo                                                                                           |
| begin juni/juli 1911 | bezoek aan Peak Hill en Katanning waar een mazelenepidemie plaatsvindt                                                                       |
| eind juli 1912       | ontmoeting met Kingsley Fairbridge van de 'Child Emigration Society'                                                                         |
| november 1912        | benoeming Bates tot 'Protector of Aborigines' voor de streek rondom Eucla (tot december 1913)                                                |
| mei 1914             | Bates trekt als eerste blanke vrouw over de Nullarborvlakte                                                                                  |
| augustus 1914        | deelname congres van de 'British Association for the Advancement of Science' in Adelaide, Melbourne en Sydney                                |
| september 1917       | verzorging drie blinde Aborigines te Wirilya, Bates schrijft er het beruchte artikel Dowie, the Insatiable Cannibal                          |
| 25 september 1919    | aankomst te Ooldea |
| 1920                 | benoeming Bates tot 'Justice of Peace' |
| maart 1920           | Bates woont een initiatieceremonie met een honderdvijftigtal Aborigines bij                                                                  |
| 18 juli 1921         | Miss Ruxton bezoekt Bates in Ooldea |
| 1926                 | Miss Olive Pink bezoekt Bates in Ooldea |
| kerstavond 1931      | natuurbrand in Ooldea |
| mei 1932             | journaliste Ernestine Hill bezoekt Bates in Ooldea                                                                                           |
| 1933                 | Bates bezoekt Canberra en ontmoet er een aantal ministers                                                                                    |
| 23 september 1933    | Bates arriveert terug in Ooldea waar Annie Locke tijdens haar afwezigheid een missie opstartte                                               |
| mei 1934             | Bates ontvangt te Adelaide de titel van 'Commandeur in de Orde van het Britse Rijk'                                                          |
| 10 oktober 1934      | bezoek van de hertog van Gloucester aan Ooldea                                                                                               |
| april 1935           | Jack Bates sterft in een ziekenhuis in Mullewa                                                                                               |
| november 1938        | publicatie The Passing of the Aborigines |
| 1940                 | indexatie van haar werk te Adelaide |
| februari 1941        | plechtige overhandiging van Bates' archief aan de nationale bibliotheek van Australië                                                        |
| 1945                 | Bates werd opgenomen in een ziekenhuis in Port Augusta                                                                                       |
| oktober 1949         | Bates werd opgenomen in het 'Sanatorium Hospital'                                                                                            |
| 18 april 1951        | Bates' overlijden |